# Park Zdrojowy w Nałęczowie
Park Zdrojowy w Nałęczowie – zabytkowy park pełniący funkcję uzdrowiskową, położony w centrum Nałęczowa pomiędzy ulicami Michała Górskiego od południa, Leśną, Lipową i Chopina od wschodu, Armatniej Góry od północy i zamknięty rzeką Bystrą od strony zachodniej, o powierzchni 25 ha. Założenie powstało w połowie XVIII wieku.
Park wpisano w 1957 do rejestru zabytków.

## Historia
Początki kształtowania się parku związane są z osobą Stanisława Małachowskiego (starosty wąwolnickiego), który w 1751 nabył dobra bochotnickie. Zmienił nazwę miejscowości z Bochotnicy na Nałęczów (1772), obok dawnego dworu obronnego wybudował pałac (1775). W czasie budowy pałacu zapoczątkowano proces przekształcania istniejących kwaterowych ogrodów użytkowych na spacerowo-ozdobne. Wytyczono wtedy główne aleje i szpalery, kwietniki oraz zbudowano pawilony, altany i mostki. Przed pałacem utworzono tarasy, a w ich pobliżu modne wówczas labirynty. W wyniku rozkopania zakola przepływającej przez środek parku rzeczki Bochotniczanki i zbudowania tamy utworzono dwa prostokątne stawy. Komunikacja odbywała się poprzez groble. Następny właściciel (od 1778), Antoni Małachowski poszukując rud żelaza odkrył na swoich posiadłościach istnienie źródeł wód o walorach leczniczych. Potwierdziły to badania chemiczne i od 1817 datuje się powstanie w Nałęczowie uzdrowiska. Nad stawem powstały pierwsze obiekty uzdrowiskowe i rozpoczął się napływ kuracjuszy. Powiększono istniejący park przyłączając do niego część starego drzewostanu otaczającego dawny dwór Samborzewskich i Gałęziowskich oraz adaptując dalsze ogródki użytkowe dla celów rekreacyjnych. Założono nowe aleje i wiele nowych kwietników. Zachowano przy tym dawną oś kompozycyjną wschód-zachód, stary drzewostan, układ wodny i większość ścieżek. Całość otoczono murowanym parkanem. Odtąd reprezentacyjny ogród rezydencjonalny zaczął pełnić funkcję parku rekreacyjno-uzdrowiskowego.
Przez następnych kilkadziesiąt lat w okresie powstań narodowych nastąpiła stagnacja w rozwoju uzdrowiska i parku. Park zarastał samosiewami i chwastami. Jednak w jego układzie przestrzennym nie zaszły większe zmiany. Zmieniali się za to często właściciele.
Sytuacja zmieniła się radykalnie w 1878, gdy Nałęczów wydzierżawili od ówczesnej rosyjskiej właścicielki Konstancji Czemierziny trzej lekarze Fortunat Nowicki, Wacław Ignacy Lasocki i Konrad Chmielewski i postanowili założyć tutaj nowoczesny zakład hydropatyczny. Zarówno Nowicki, jak i Lasocki byli absolwentami Uniwersytetu Kijowskiego, gdzie lekarzy przygotowuje się w zakresie fitoterapii. To oni, przy pomocy ogrodnika planisty Waleriana Kronenberga, ukształtowali tak park aby poprawiał miejscowy klimat (przez wydzielanie fitocydów). Przebudowę i uporządkowanie parku przeprowadzono w latach 1878–1880. Stary trakt komunikacyjny przebiegający przez park przeniesiono poza jego teren i w ten sposób obecna ulica Armatnia Góra stała się pierwszą obwodnicą parku. Wyregulowano błotniste koryto Bochotniczanki. Zlikwidowano staw wschodni, a drugi uregulowano na kształt owalu i usypano na nim wyspę. Dokonano nowych starannie dobranych nasadzeń także roślinnością egzotyczną. Posadzone wtedy drzewa i krzewy do dzisiaj wywierają swój leczniczy wpływ na wypoczywających w nim kuracjuszy. Wytyczono nowe aleje: lipową, kasztanową i mieszaną (słoneczną). Większość alei wyżwirowano. Powiększony park ogrodzono murem.
W następnych latach osłonięto park od strony północnej lasem sosnowym izolując go od ulicy Armatniej i od strony południowej wykupując lasy chłopskie nad rzeką Bystrą i tworząc tak zwany Las Zakładowy. Zieloną otulinę parku i obiektów uzdrowiskowych od strony zachodniej w formie lasów w Wąwozach zapewniło Towarzystwo Przyjaciół Nałęczowa, które wykupiło je od Michała Górskiego. Lata 1878–1914 to złoty okres w rozwoju Nałęczowa jako uzdrowiska i parku.
W czasie I wojny światowej uzdrowisko nie poniosło większych strat.
W latach 1928–1939 szczególną pieczę w zakresie gospodarowania terenami zielonymi w parku i w uzdrowisku sprawowała Komisja Zdrojowa. Utworzona została w 1928, kiedy Nałęczów uzyskał status uzdrowiska.
II wojna światowa i okres powojenny przyniosły ogromne straty w parku. Wiele drzew wycięto, pozbawione pielęgnacji krzewy, trawniki i rabaty uległy zniszczeniu, park zarastały samosiewy.
Po reaktywacji uzdrowiska w 1953 zmieniono jego profil leczniczy na podstawie naukowego zbadania warunków klimatycznych Nałęczowa. W tym celu podjęto szereg działań, które poprawiły znacznie jakość mikroklimatu. W 1959 zalesiono Górę Poniatowskiego, Górę Jabłuszko, Wąwozy i ulice pozbawione drzew. W 1963 założono park przy ul. Chopina. W latach 1966–1968 na terenie miasta posadzono 246 tysiące drzew i krzewów. Przeniesiono z parku rozlewnię wody mineralnej poza miasto.
Przeprowadzona w 1972 inwentaryzacja zieleni wykazała, że na terenie 24 hektarowego wówczas parku znajdowało się 11 tysięcy drzew i krzewów.
W ogłoszonym w 1975 konkursie na zagospodarowanie przestrzenne Nałęczowa zwyciężyła propagowana sto lat temu przez inż. Michała Górskiego, sprzyjająca parkowi, koncepcja miasta-ogrodu nawiązująca do tradycyjnych założeń willowych.
Od 1977 pieczę nad parkiem przejął samorząd miasta i gminy Nałęczów pod nadzorem Wojewódzkiego Konserwatora Przyrody. I taka sytuacja utrzymuje się do chwili obecnej.
W latach 2005–2006 przeprowadzono rewitalizację parku, w ramach której między innymi odnowiono nawierzchnię alejek spacerowych i ciągów komunikacyjnych, wyremontowano ogrodzenie parkowe i odnowiono oświetlenie.
Park Zdrojowy w Nałęczowie przechodzi obecnie kompleksową rewitalizację. Inwestycja zakłada oczyszczenie stawu i rzeki oraz naprawę mostów, a także wymianę oświetlenia, odnowienie terenów zielonych, prace budowlane związane z odtworzeniem elementów małej i większej architektury oraz roboty drogowe. Zakończenie prac planowane jest na rok 2024.

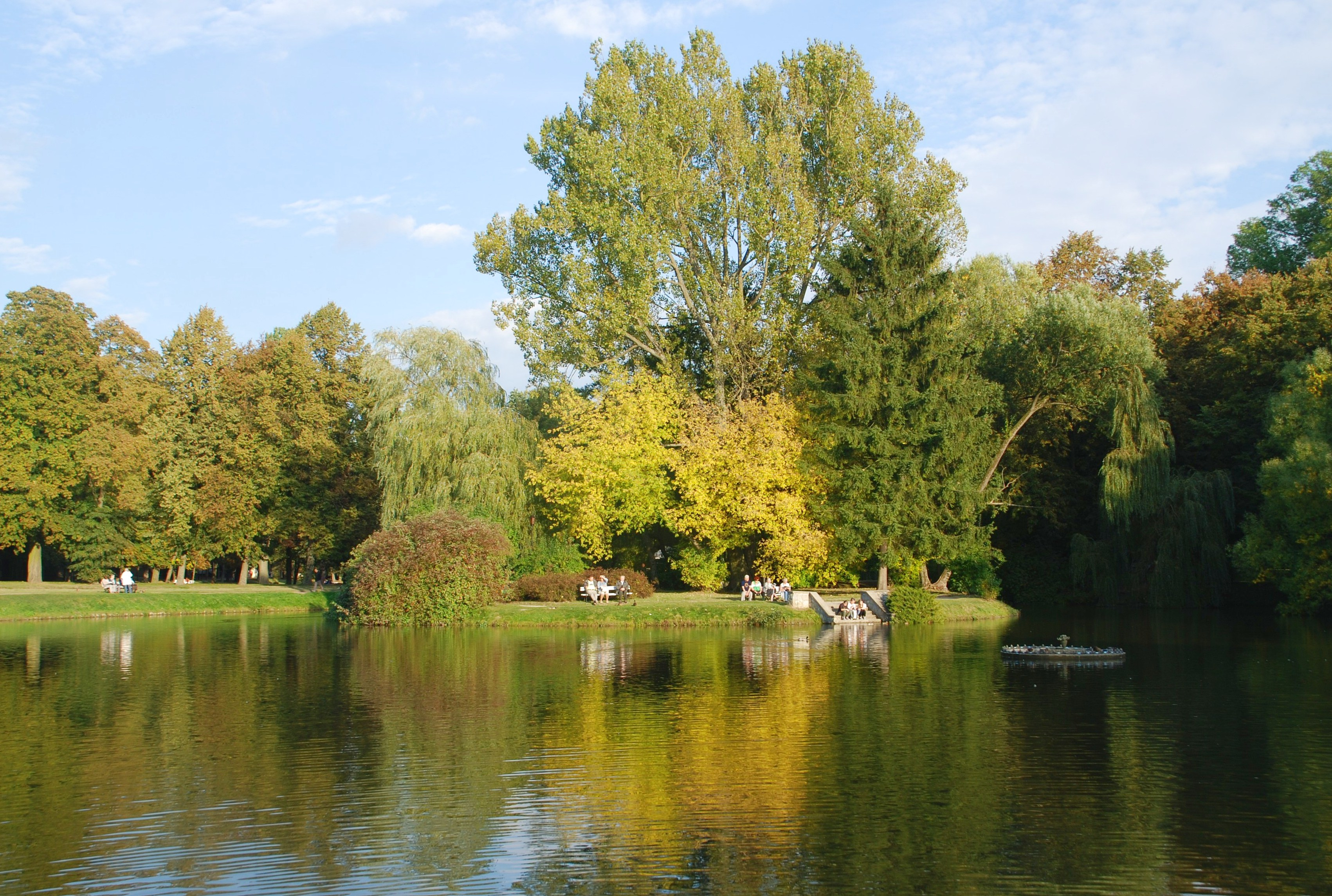
Staw z wyspą
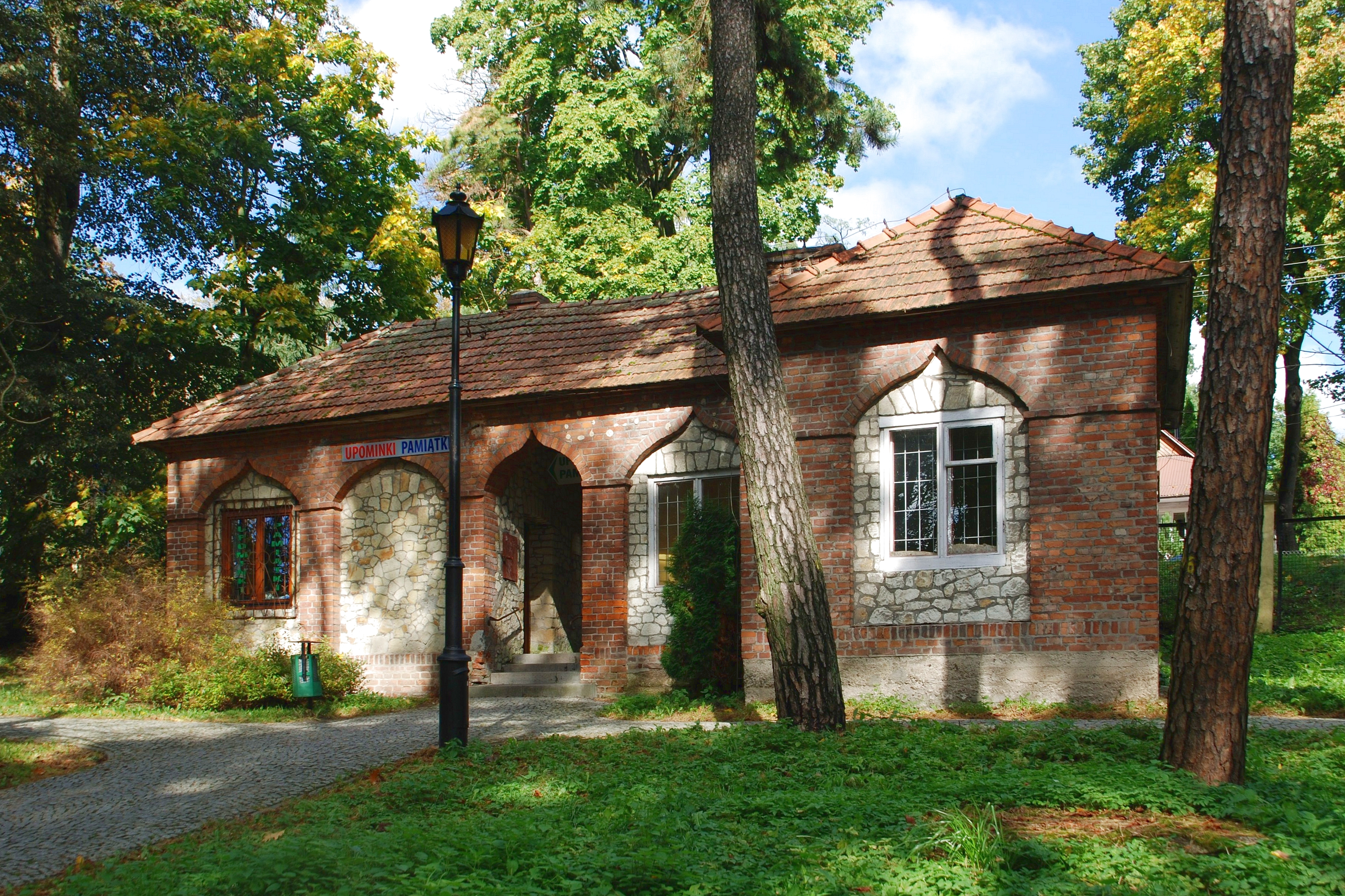
Brama północna
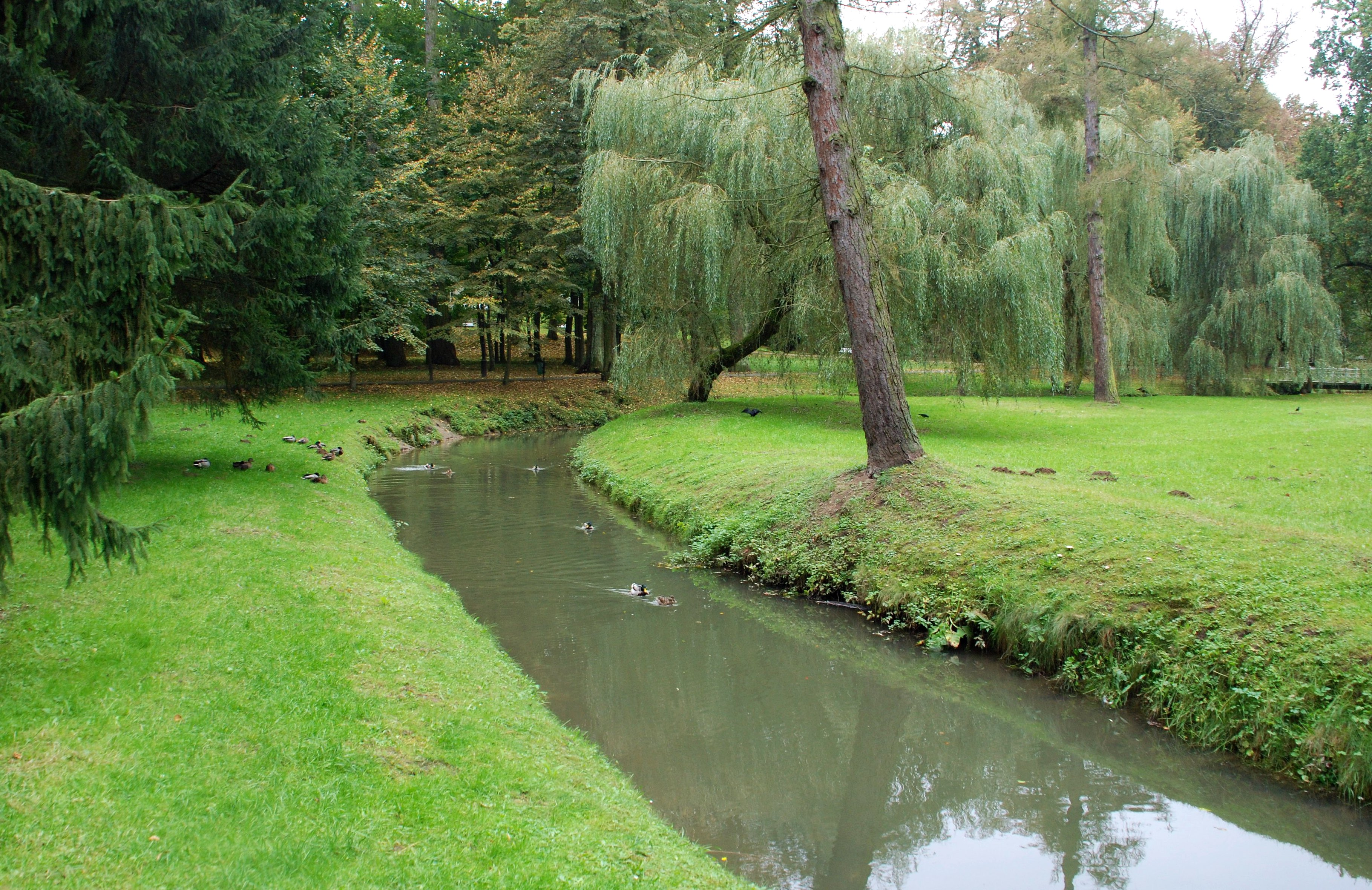
Rzeka Bochotniczanka w parku
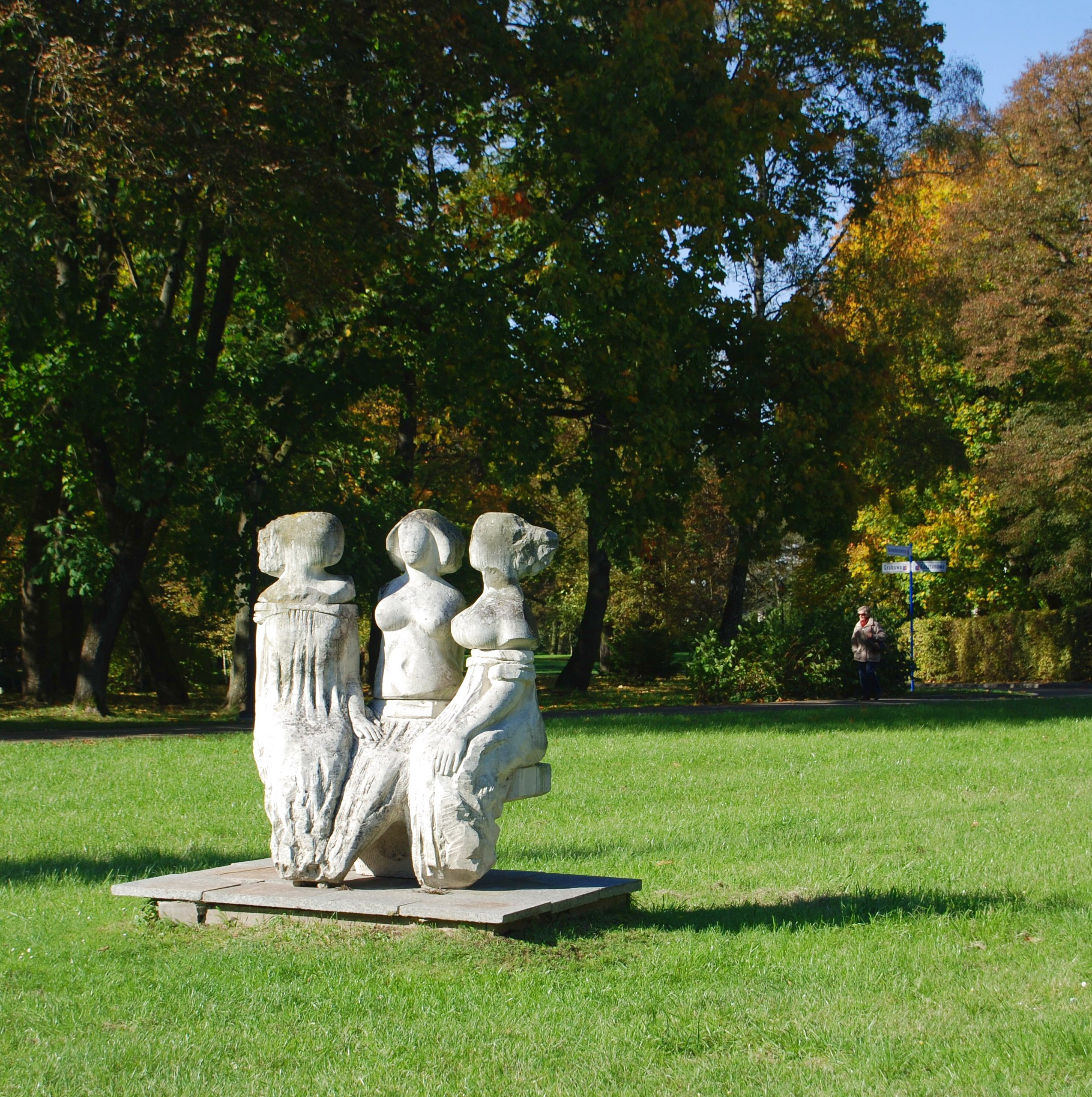
Panny Nałęczowskie
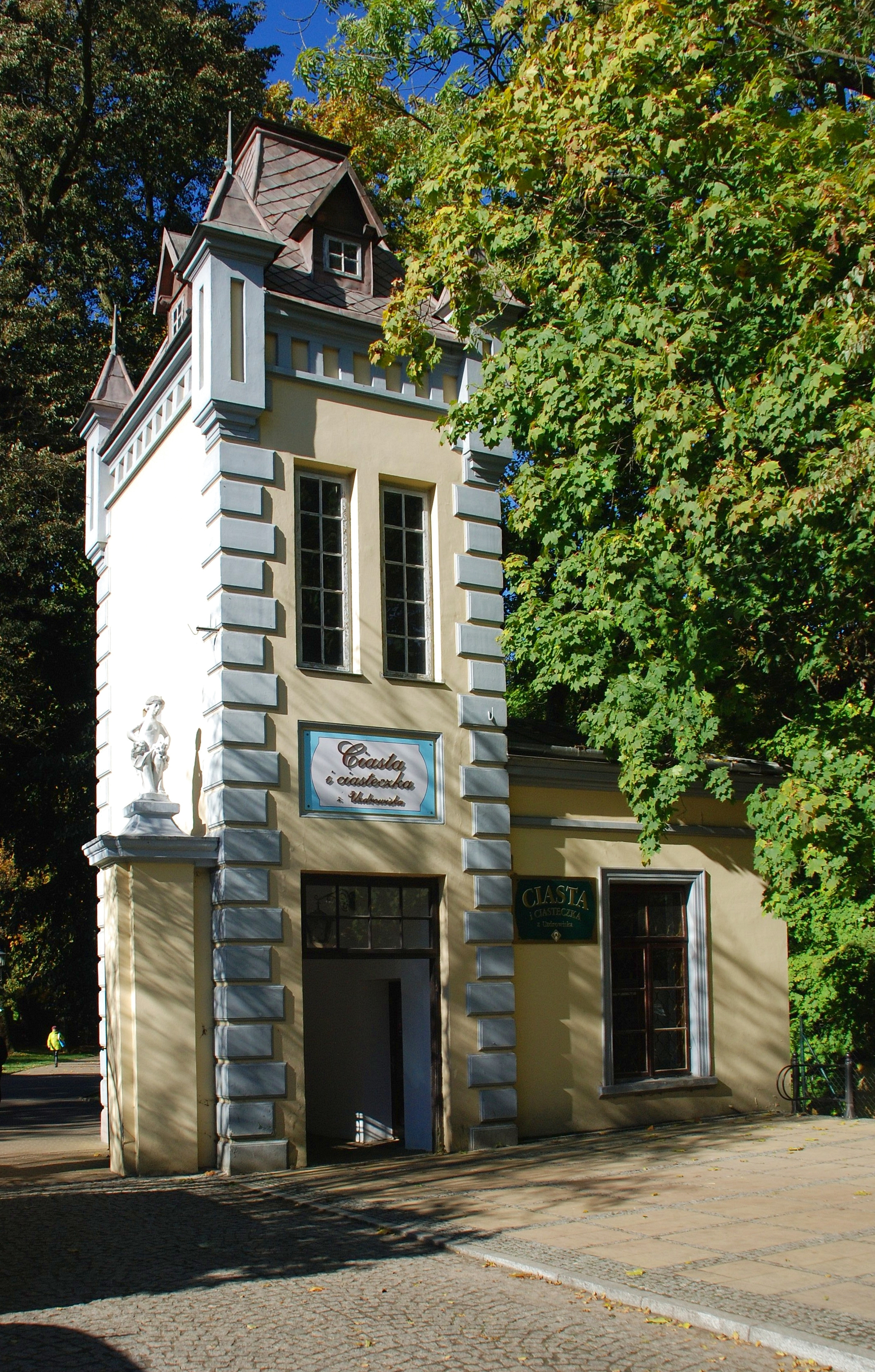
Brama wschodnia
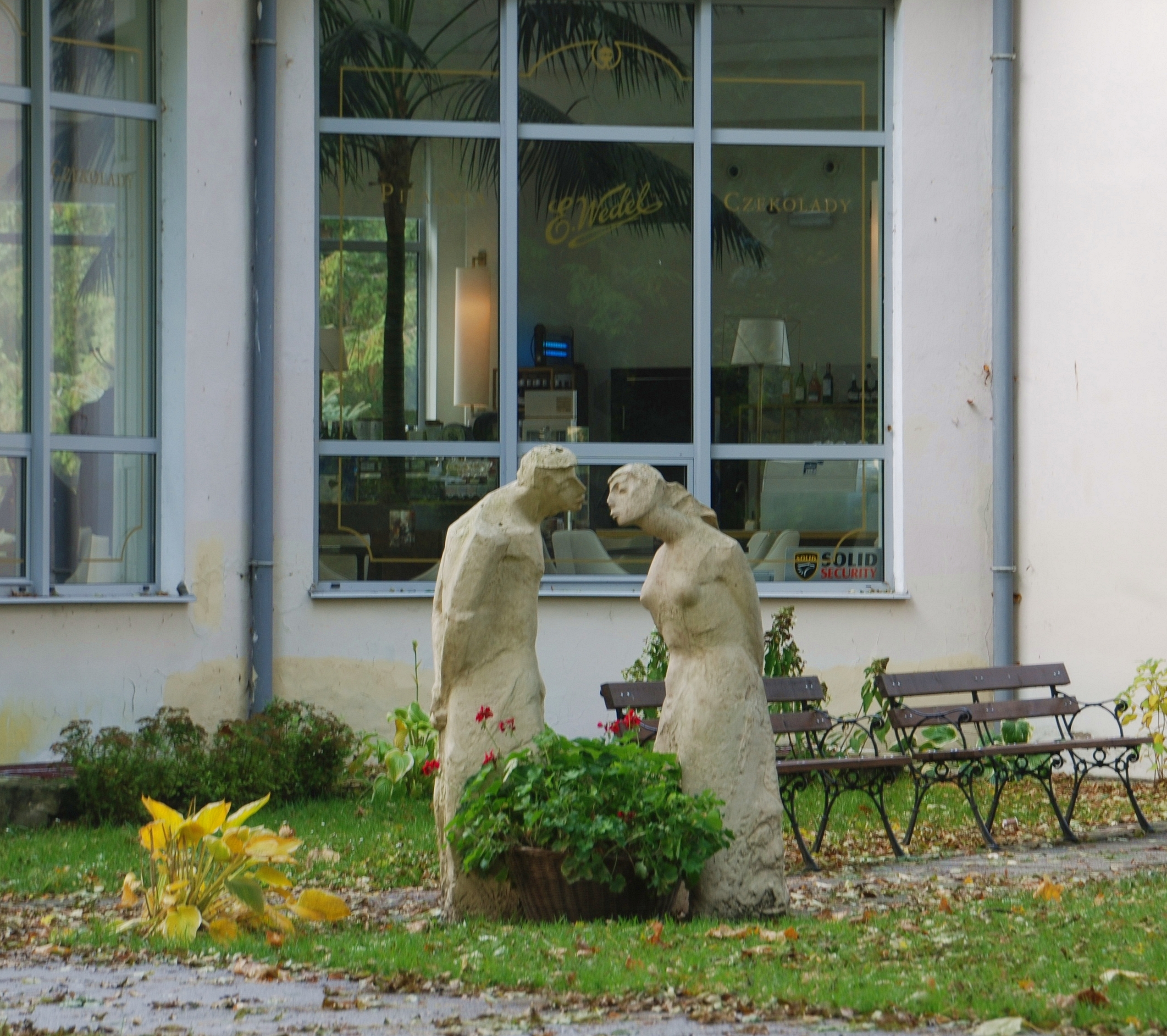
Rzeźba przed pijalnią czekolady

## Park współcześnie

### Układ przestrzenny i infrastruktura
Park spełnia przede wszystkim funkcję uzdrowiskową. Leczniczy wpływ mikroklimatu samoczynnie obniża ciśnienie krwi. Nałęczów to jedyne w Polsce uzdrowisko o profilu klimatyczno–kardiologicznym. Rehabilitację klimatyczną zapewniają oznakowane naturalne trasy biegnące alejkami parku. Park jest ogrodzony parkanem z czterema wejściami. Od strony ulicy Lipowej do parku wchodzi się przez zabytkową Bramę Wschodnią z okresu budowy pałacu, ze stojącymi na filarach dwoma puttami i później dobudowaną wieżą Aldony. W parku od tej bramy biegnie Aleja Małachowskiego do pałacu, a za nim Aleja Jesionowa. Od wejścia Bramą Zachodnią rozpoczyna się Aleja Grabowa, która od tamy przechodzi w Aleję Kasztanową. Od ulicy Górskiego znajduje się Brama Południowa, a od ulicy Armatnia Góra Brama Północna. Centralnym miejscem parku jest staw z Wyspą Miłości i fontanną. Natomiast agorą parku jest niewielki plac nad stawem przy tamie, który koncentruje ruch spacerowiczów, głównie kuracjuszy korzystających z położonych na jego terenie obiektów leczniczych. Wszystkie one należą do Zakładu Leczniczego Uzdrowisko Nałęczów (z wyjątkiem Sanatorium Rolnik oraz obiektu Pałac Małachowskich). W większości to obiekty zabytkowe i są to:
- Pałac Małachowskich z lat 1771–1775 z zachowaną najcenniejszą Salą Balową oraz przylegającymi Salami Portretową i Zieloną urządzonymi bogato w stylu rokokowym i późnym klasycystycznym; to główny ośrodek życia kulturalnego kuracjuszy z kawiarnią Pałacowa.
- Oficyna pałacowa, dawna wieża fugialna, najstarszy obiekt w parku, pochodzi z pierwszej połowy XVII wieku, obecnie mieści się tutaj dyrekcja uzdrowiska.
- „Stare Łazienki” z lat 1816–1821; hydroterapia i sanatorium na 20 miejsc.
- Sanatorium „Książę Józef” z 1878; kuracja kardiologiczna i 127 miejsc na pobyty.
- Werandki – Zakład Przyrodoleczniczy z centralnym planowaniem zabiegów.
- Domek Gotycki nazywany też Willą Angielską z końca XIX wieku, w stylu gotyku włoskiego, kiedyś siedziba dyrekcji obecnie informacja turystyczna
- Domek Grecki z 1882; obecnie centrum diagnostyki obrazowej.
- Domek Biskupi z około 1809.
- Pawilon Angielski Fundacji Sue Ryder, działaczki charytatywnej z 1960, przebudowany w 2001, z 30 pokojami, częścią zabiegową i restauracją Pavillon.
- Dom Zdrojowy zbudowany na miejscu starej drewnianej pijalni z 1964; mieści pijalnię wody mineralnej z trzech źródeł: „Miłość”, „Barbara” i „Celiński”, palmiarnią i pijalnię czekolady Wedel.
- Atrium, obiekt spa z zabiegami wodnymi, wybudowany w 2004 na miejscu dawnej rozlewni wody mineralnej.
- Termy Pałacowe z 2004; na 138 miejsc, zabiegi: hydroterapii, cieplne i elektryczne, restauracja. Obiekt wzniesiono w miejscu, gdzie w 1904 otwarto z inicjatywy doktora Bronisława Malewskiego łaźnię „Kąpiele Tanie im. B. Prusa dla Ludu”, zniszczoną w czasie drugiej wojny światowej.
- Sanatorium Uzdrowiskowe Rolnik, zbudowane przez Centralny Związek Kółek Rolniczych w 1982, rozbudowane w 2016 o połączony z nim podziemnym łącznikiem szpital kardiologiczny[8]; z bogatą ofertą leczniczą i basenem[9].

Na obszarze całego parku umieszczono kamienne rzeźby postaci, które powstały podczas pleneru zorganizowanego w 1976 przez Towarzystwo Przyjaciół Nałęczowa. Jedna z nich znajdująca się przed sanatorium „Książę Józef” o nazwie „Panny Nałęczowskie” autorstwa profesora Akademii Sztuk Pięknych w Gdańsku Adama Smolany nawiązuje swą alegorią do bijących w parku trzech źródeł.

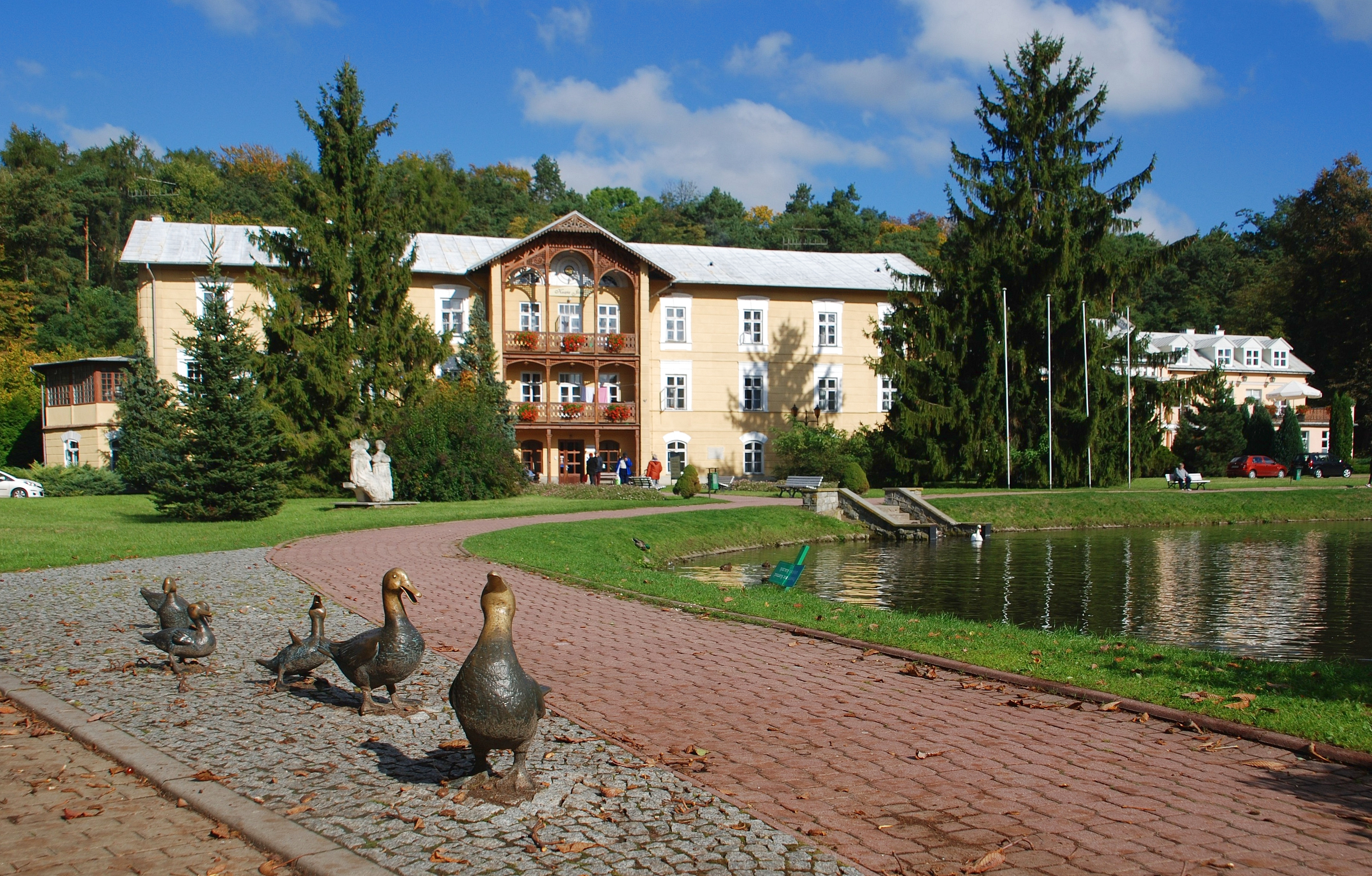
Sanatorium „Książę Józef”
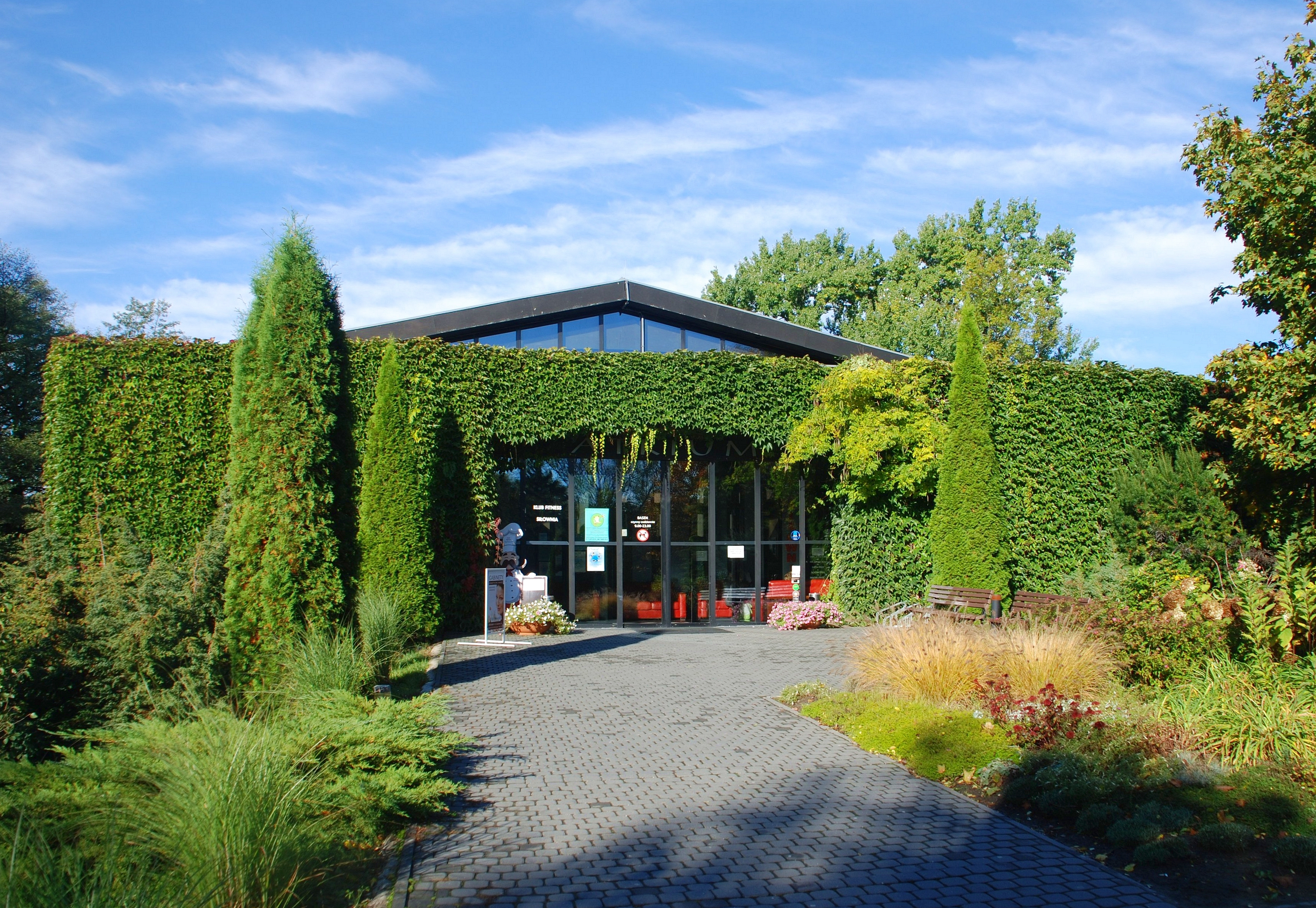
Atrium
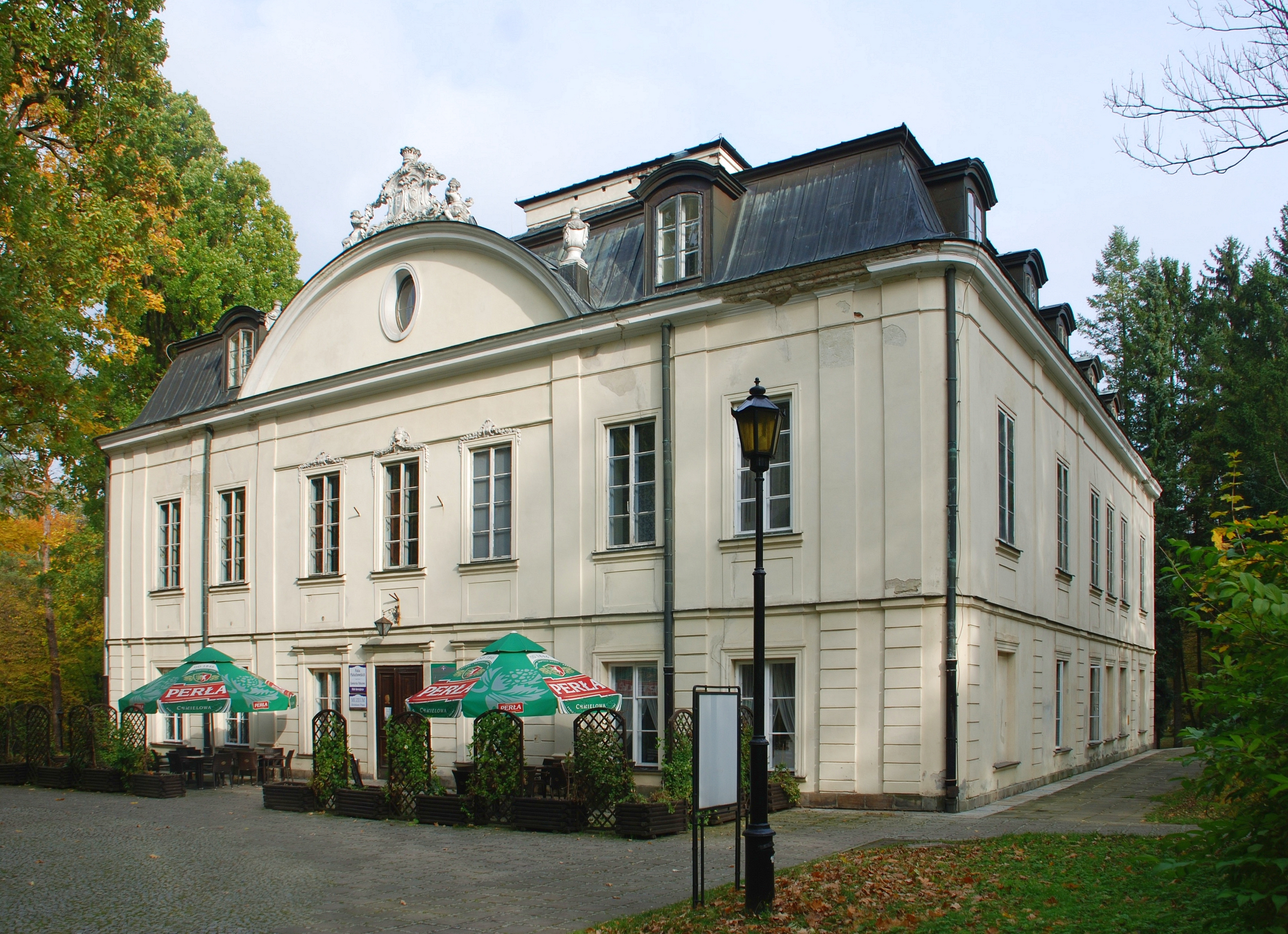
Pałac Małachowskich
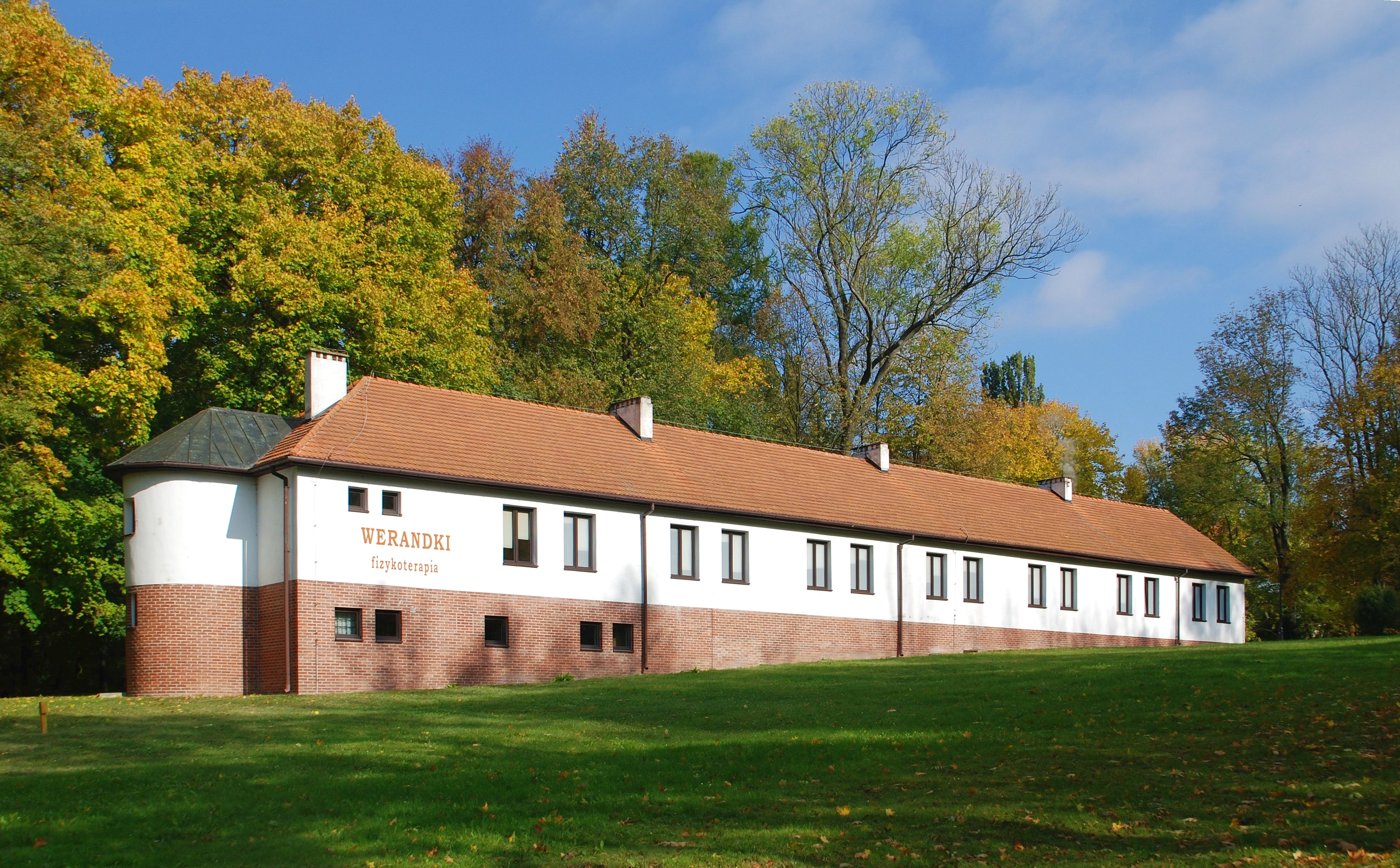
Werandki
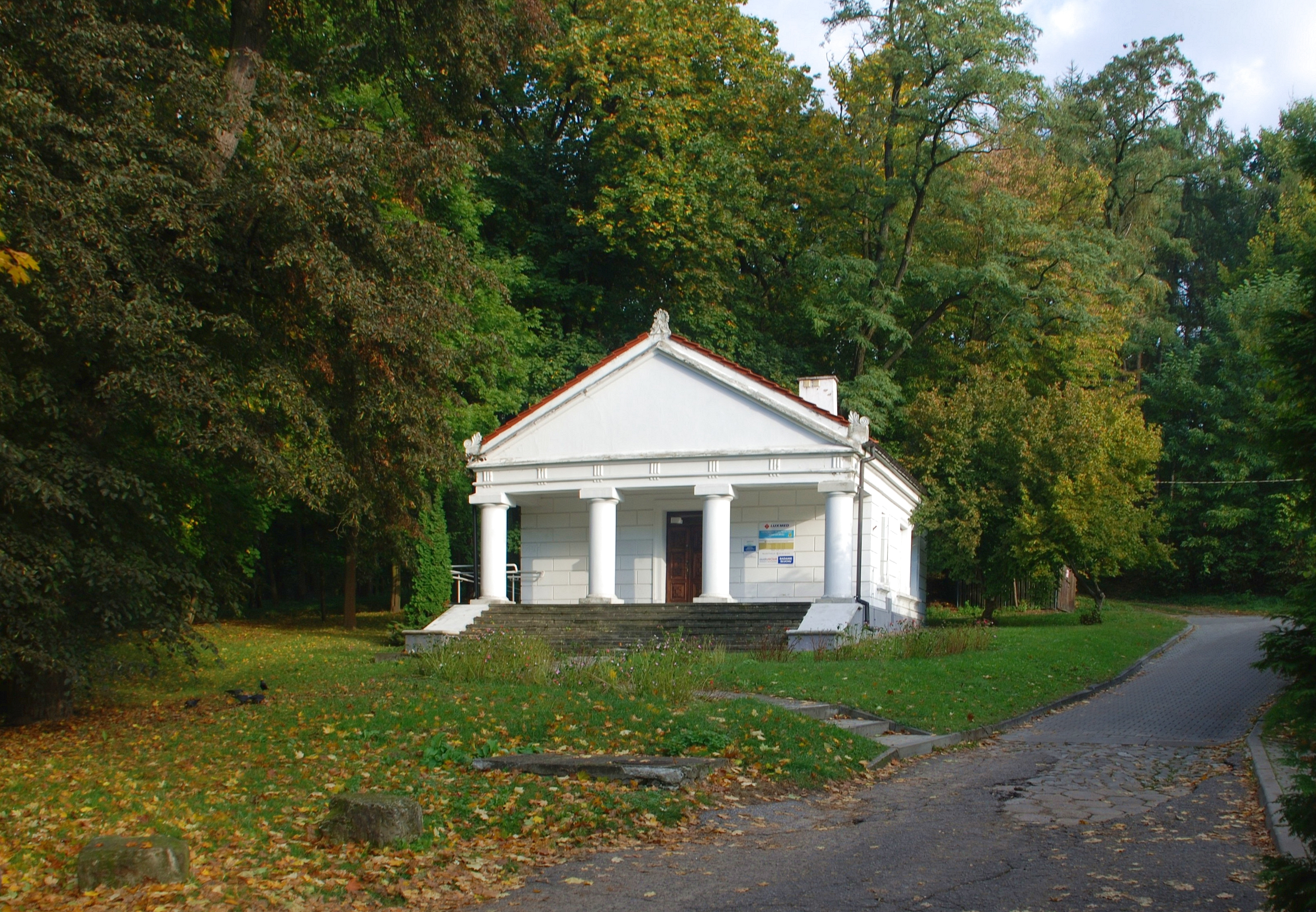
Domek Grecki
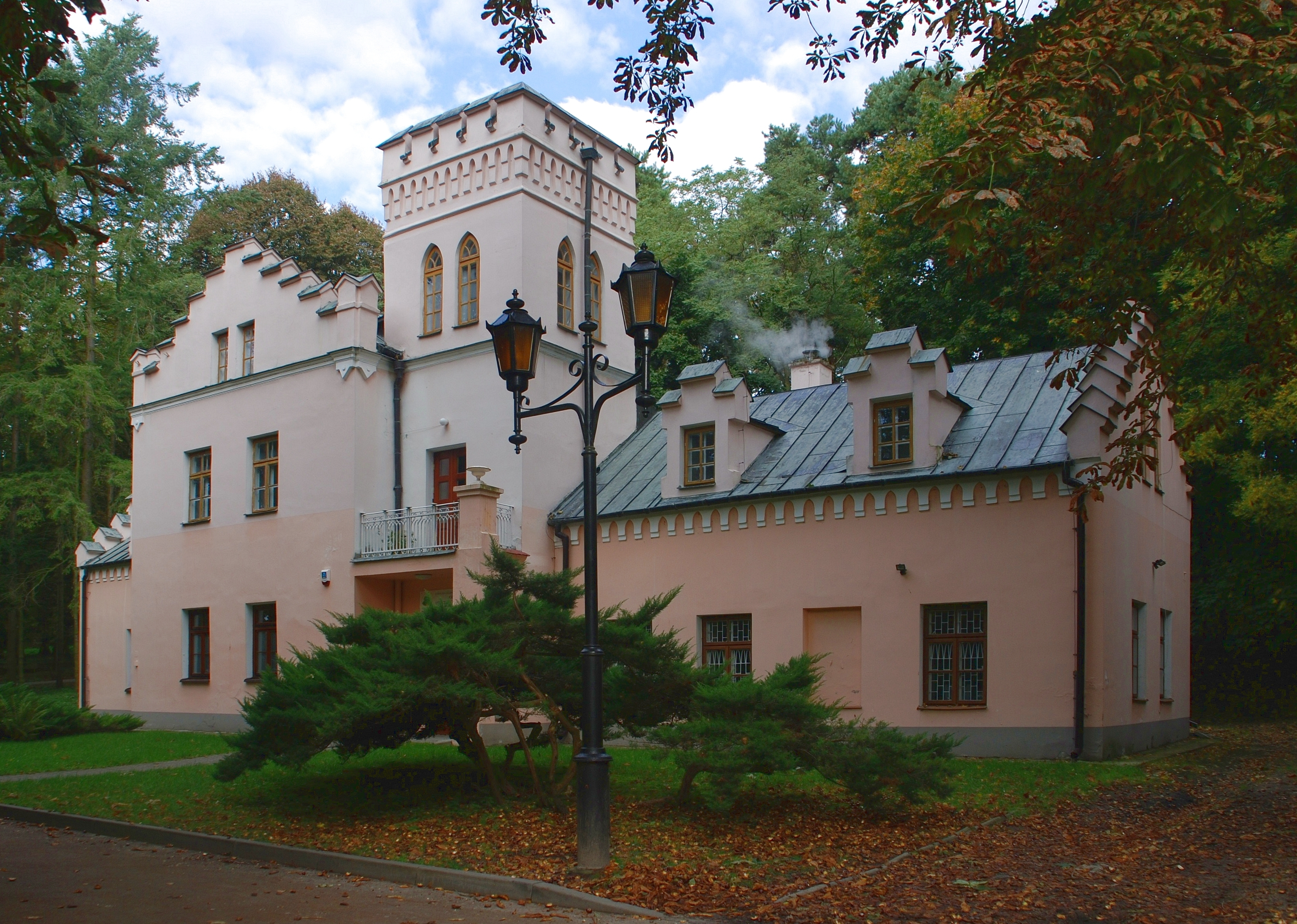
Domek Gotycki (Willa Angielska)
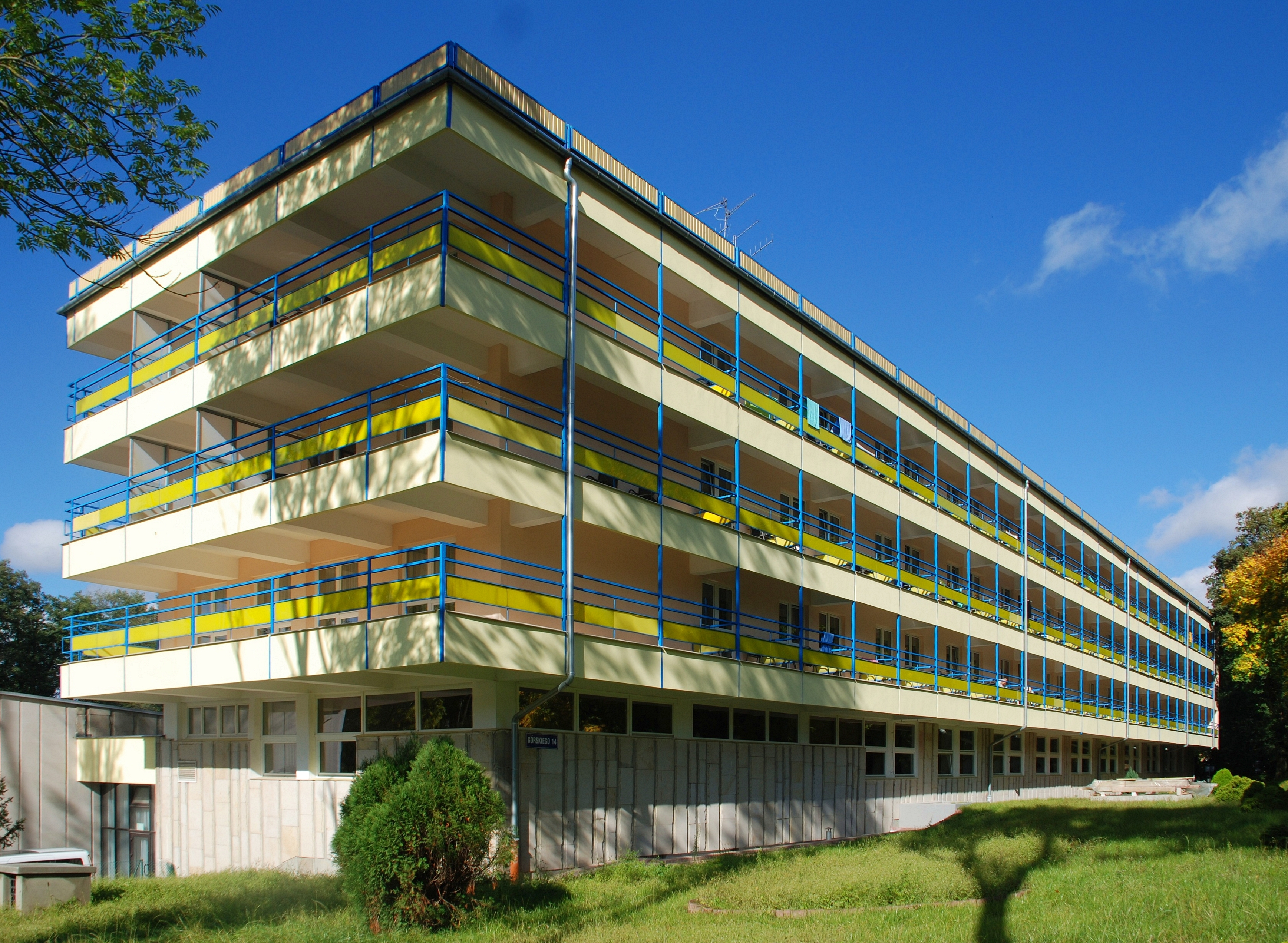
Sanatorium Rolnik
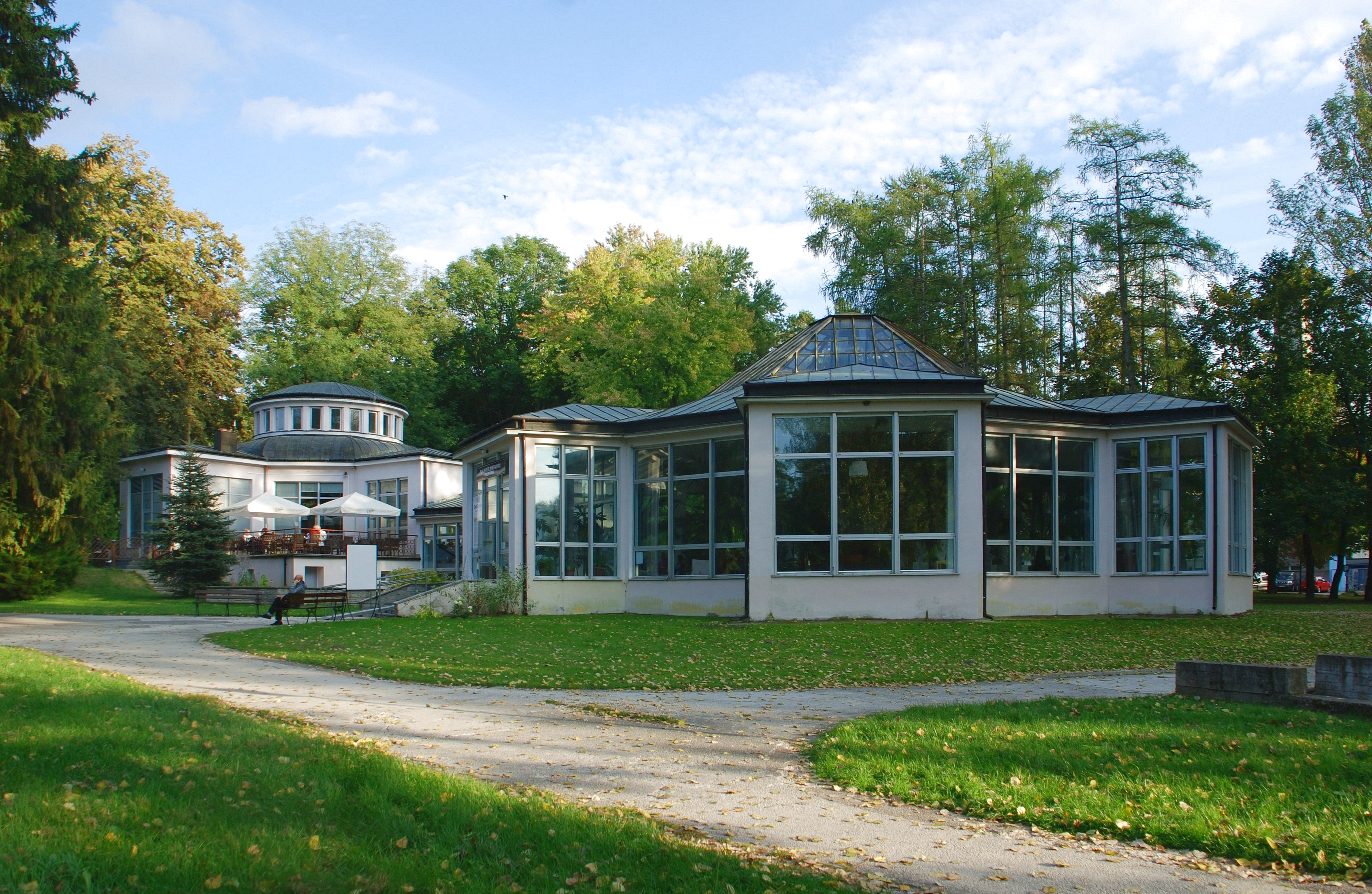
Dom Zdrojowy
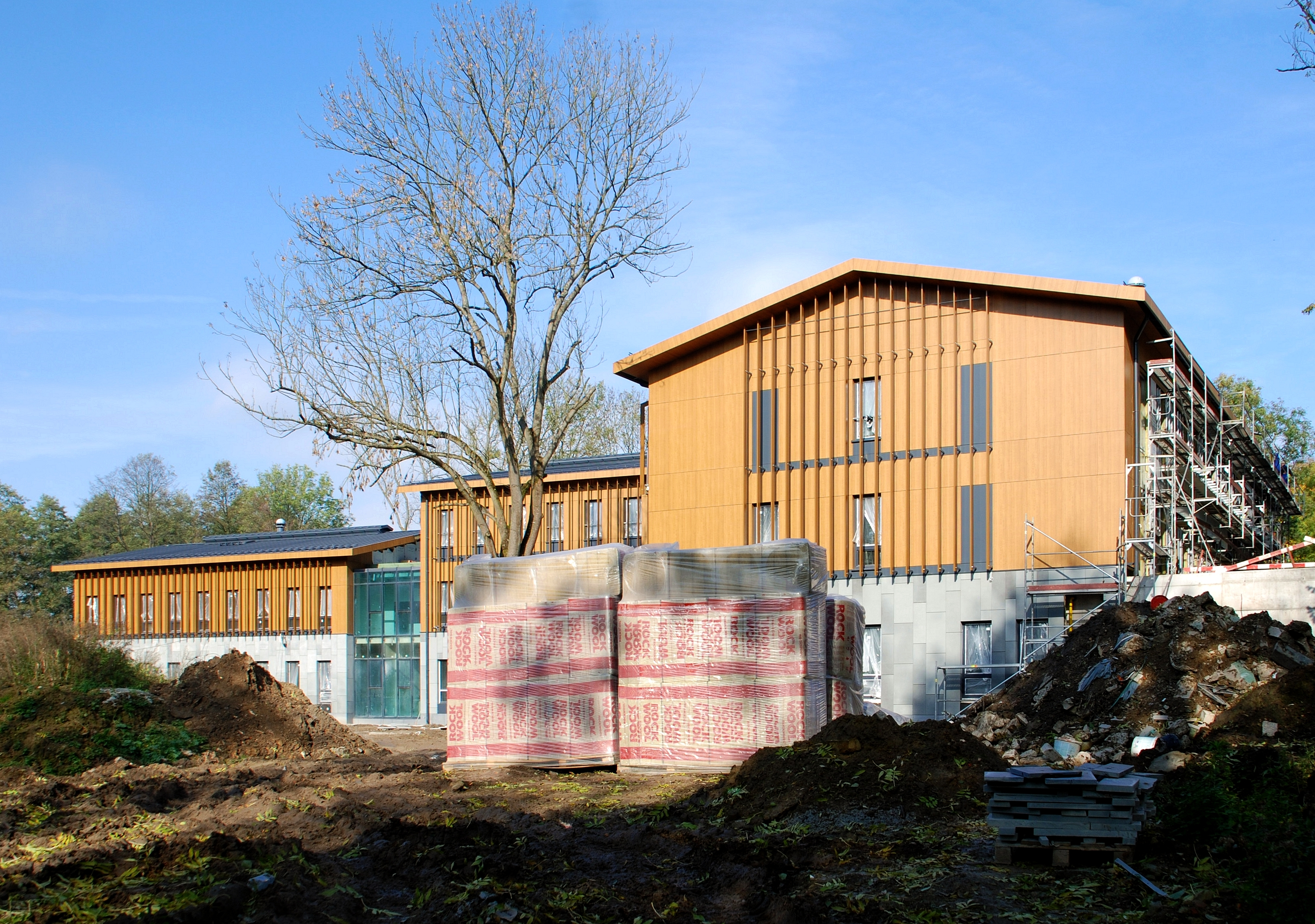
Nowy szpital kardiologiczny (2016)

### Przyroda
Park w Nałęczowie to teren zieleni urządzonej. Drzewostan parku ukształtowany na przestrzeni ponad dwustu lat stanowią różnorodne gatunki drzew typowych dla tej strefy klimatycznej, jak i egzotycznych. Wyniosłe sosny dominują w północnej części parku. Poniżej długa aleja z kasztanami. Na zachód za pałacem fragment alei wysadzony jest drzewami kasztanowca czerwonego, za nią kępa potężnych klonów. Przed pałacem dominują lipy, liczne odmiany świerków, daglezji, wiązów oraz tulipanowca amerykańskiego i surmi. Poniżej część alejki z podwójnymi rzędami wiekowych jesionów przypominać może gotyckie sklepienia średniowiecznych katedr. Cokół pomnika Stefana Żeromskiego otoczony rondem kwiatowym zamyka wieniec piramidalnych dębów. Aleja z grabów prowadzi do „Starych Łazienek”, a z platanów do Term Pałacowych.
Najokazalsze rabaty kwiatowe zdobią aleję Małachowskiego przed pałacem oraz przy budynkach sanatoryjnych. Najdłuższa znajduje się na łąkach nad Bochotniczanką. W Pijalni wód mineralnych eksponowana jest bogata kolekcja palm wyhodowanych przez wieloletniego ogrodnika uzdrowiskowego Franciszka Kamińskiego.
Faunę reprezentują w parku głównie ptactwo oraz wiewiórki, a na akwenie łabędzie i kaczki.

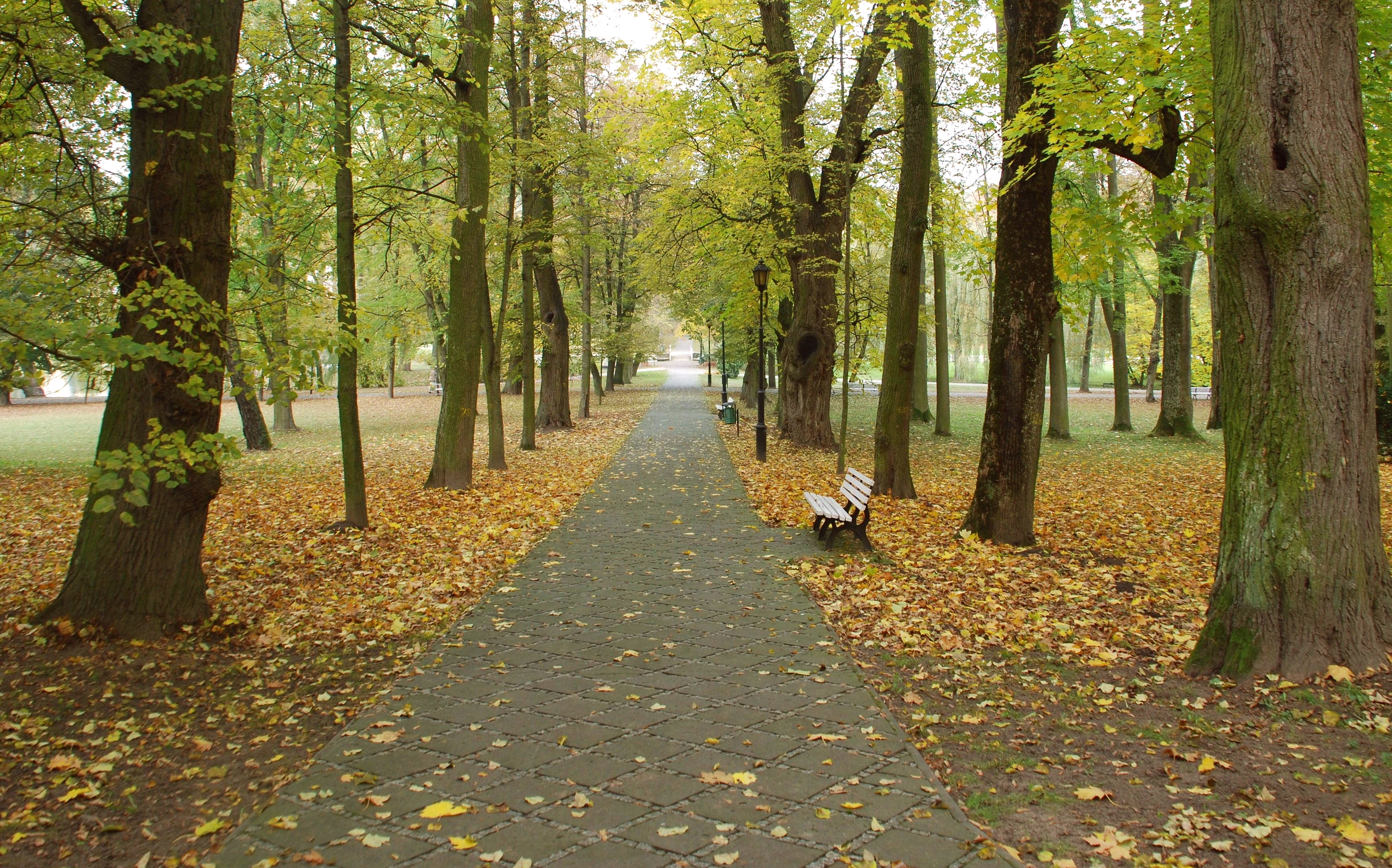
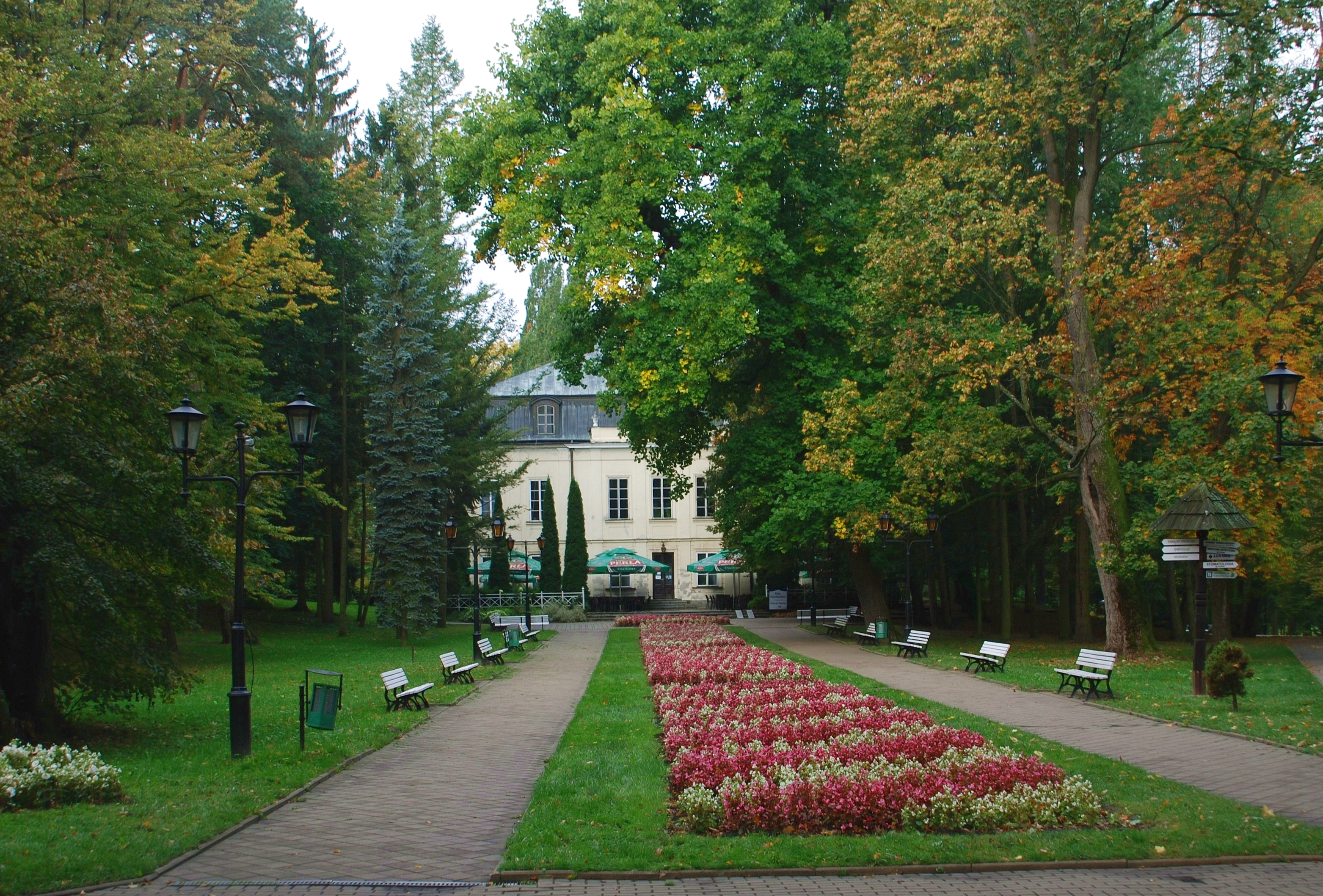
Aleja Małachowskiego
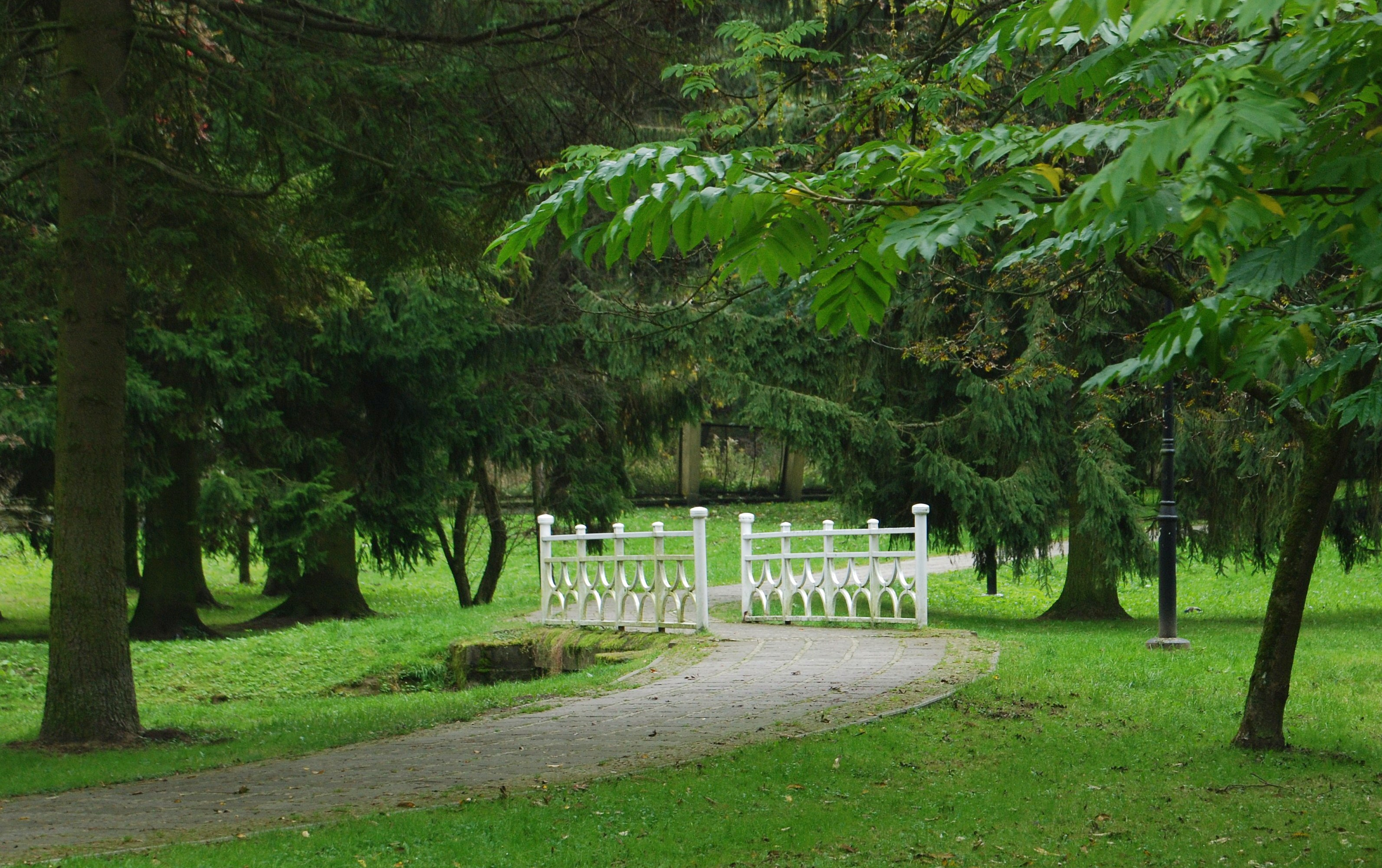
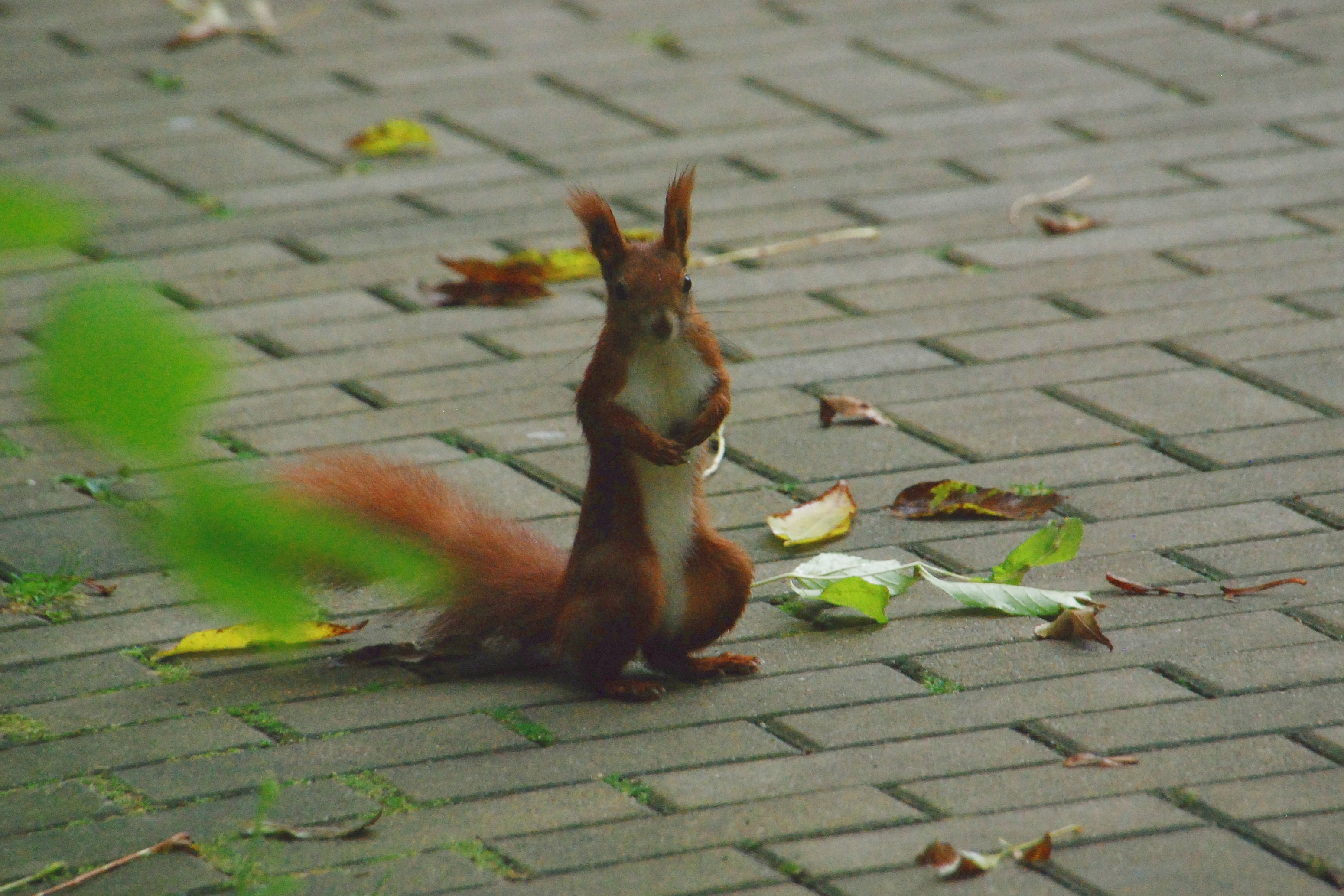
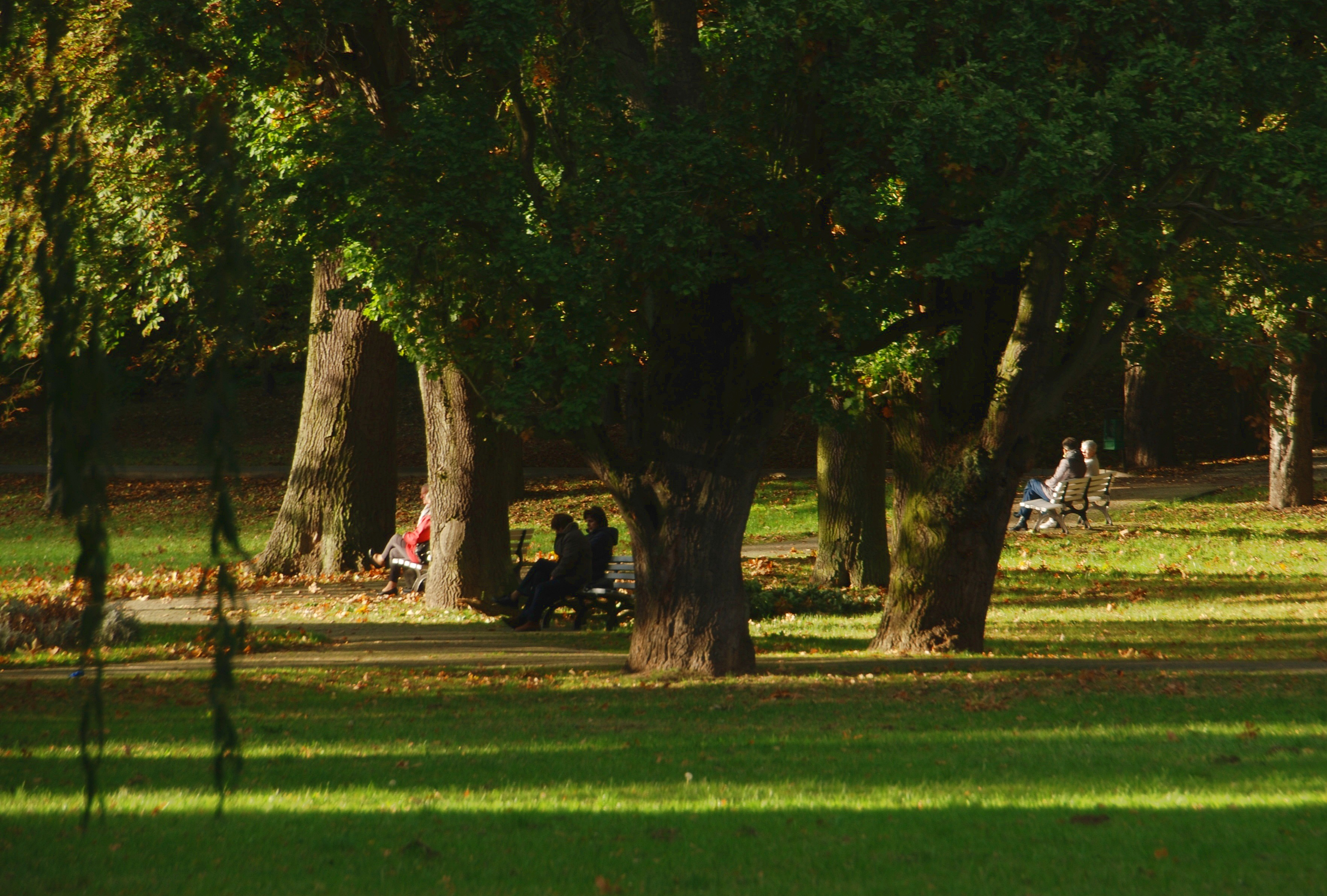
Dęby
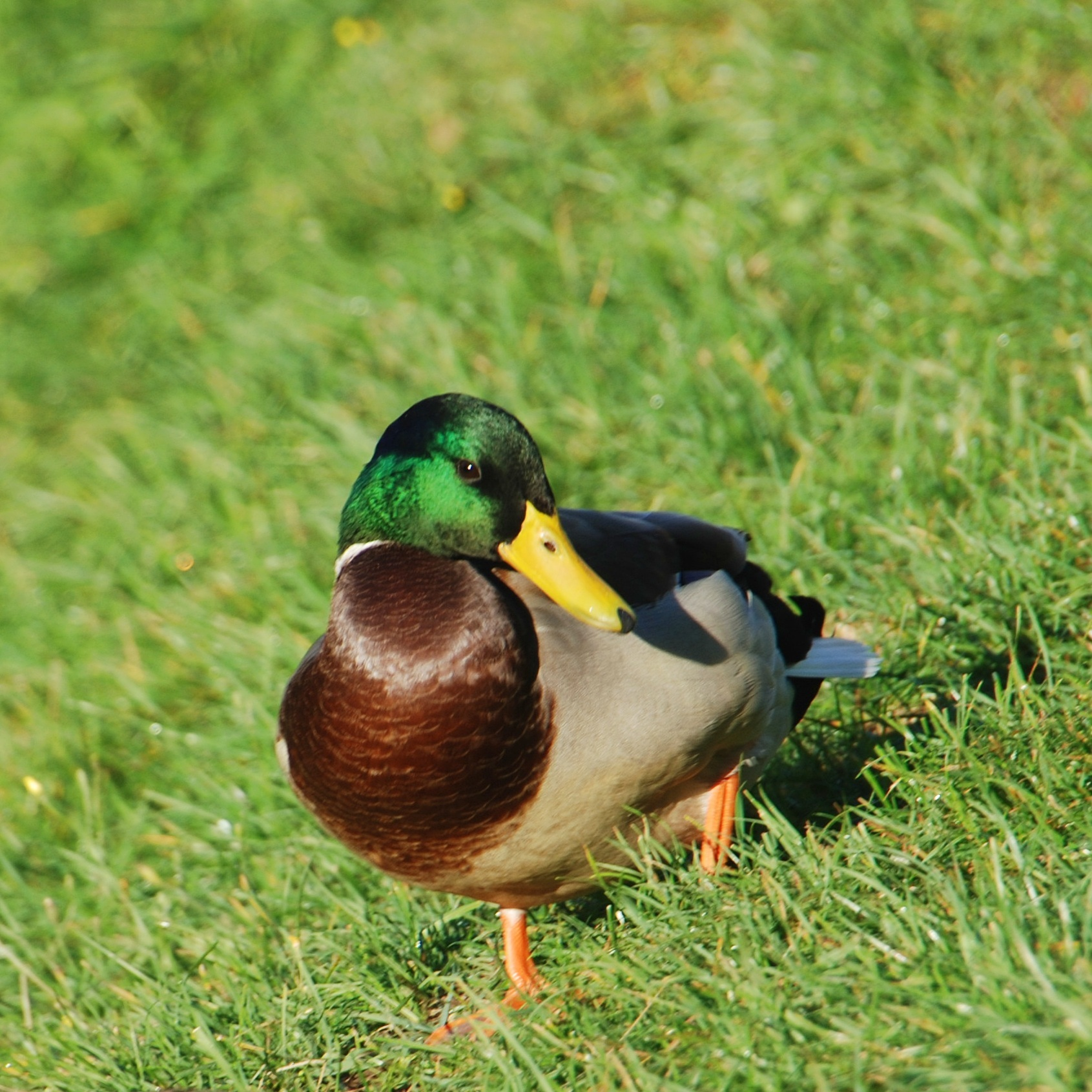
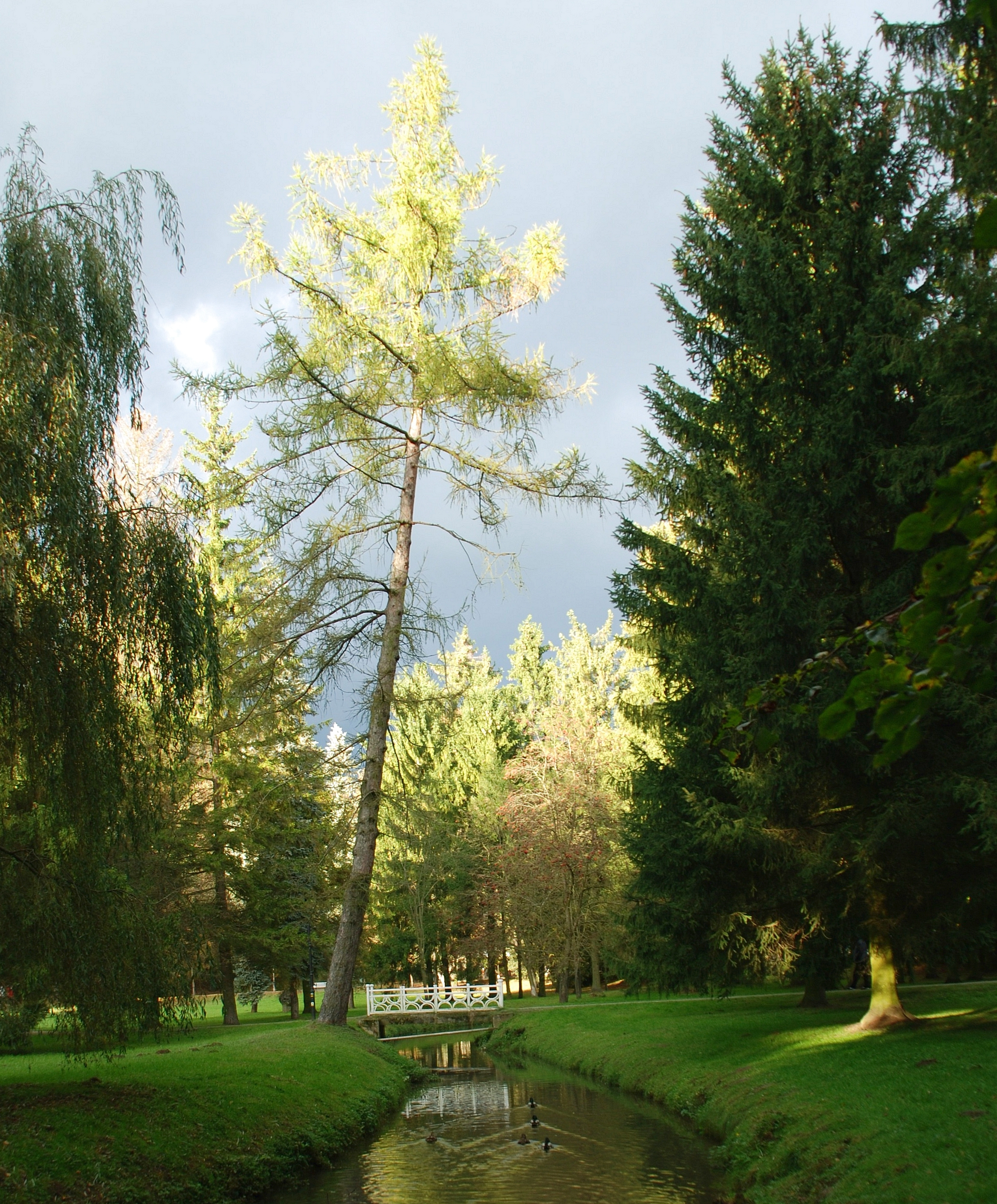
Nad Bochotniczanką
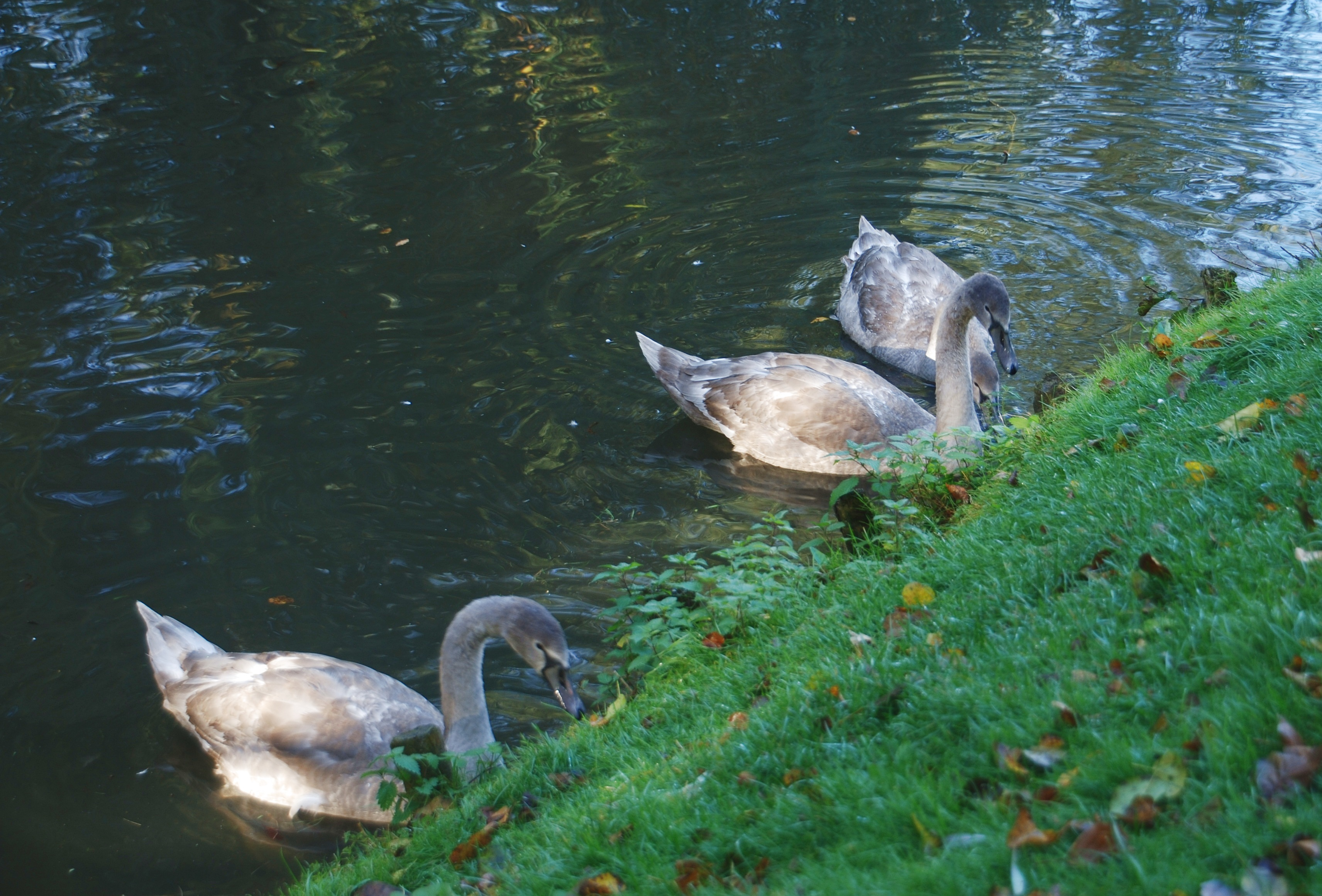
Młode łabędzie
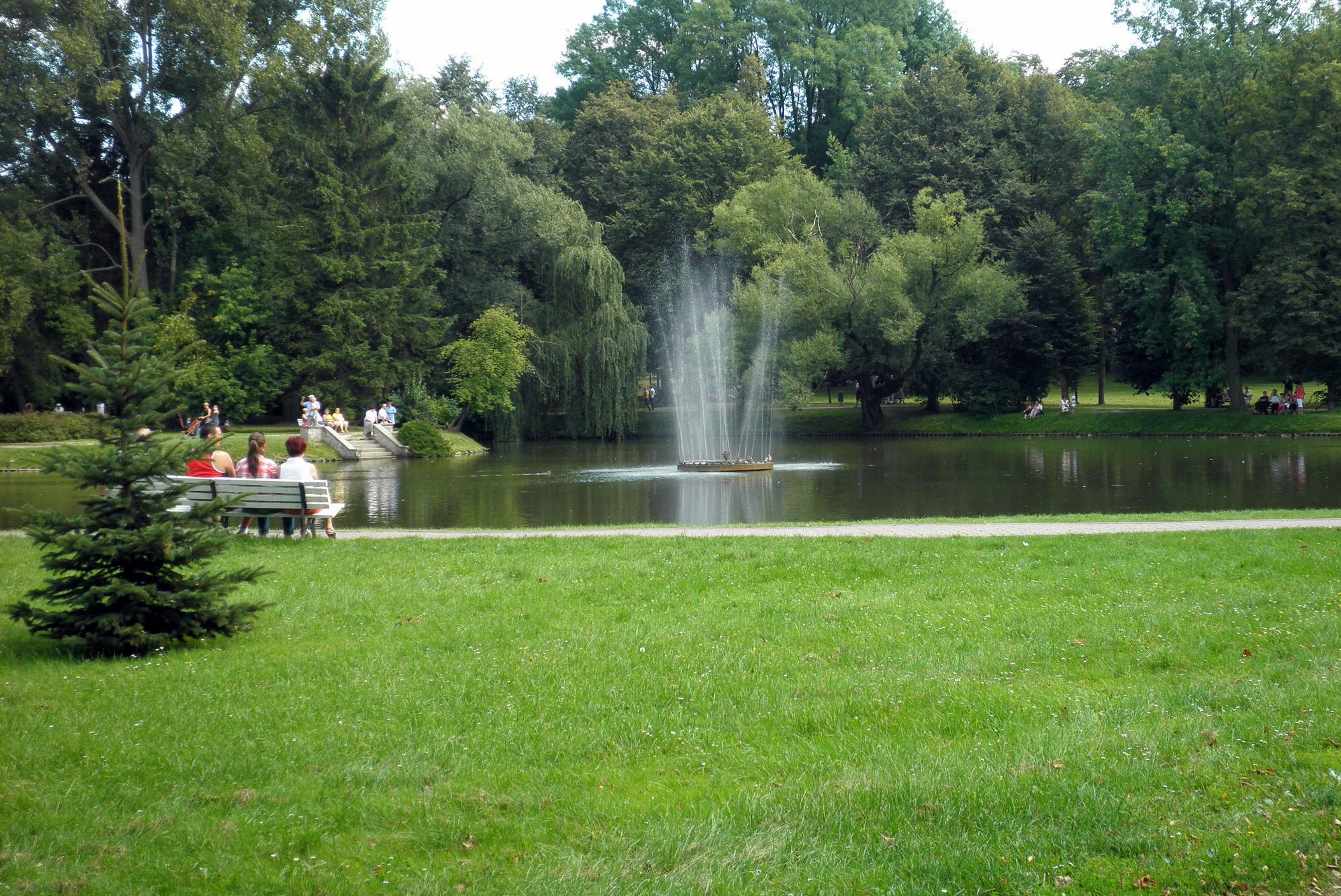

### Upamiętnienia
Nałęczów z Parkiem Zdrojowym to nie tylko miasto–ogród. Niepowtarzalną atmosferę tego miejsca stworzyła jego historia. Miejsce to upodobały sobie elity naszego społeczeństwa i stało się ono swoistą kolonię kulturalną. Tutaj pracowali bądź odpoczywali czy leczyli się wybitne postaci polskiej kultury: literaci, artyści, uczeni, działacze społeczni i polityczni. Bolesław Prus i Stefan Żeromski stworzyli literackie wizerunki Nałęczowa, Ewa Szelburg-Zarembina utrwaliła atmosferę dawnego uzdrowiska. Swoje ślady zostawili między innymi w Parku Zdrojowym:
- Źródło Celińskiego, zlokalizowane przy budynku „Starych Łazienek”, nazwane imieniem profesora Uniwersytetu Warszawskiego Jana Józefa Celińskiego, który w 1817 przeprowadził pierwszą naukową analizę chemiczną wody z tego źródła uznając jako przydatną do celów leczniczych[10]. Tutaj także tablica z okazji 60-lecia owych badań.
- Tablica pamięci Fortunata Nowickiego, założyciela uzdrowiska, z białego marmuru, która znajduje się przy źródle Celińskiego w „Starych Łazienkach”[11]. Napis na tablicy o brzmieniu:

Doktorowi Fortunatowi Nowickiemu
Wskrzesicielowi Zakładu Leczniczego Nałęczów
Ur. D. 19 lutego 1830 R.
Zm. D. 11 czerwca 1885 R.

- Tablica pamięci Wacława Lasockiego, założyciela uzdrowiska, przy wejściu do Sanatorium „Książę Józef”.
- Popiersia: Konrada Chmielewskiego i Michała Górskiego założycieli uzdrowiska oraz innych osób związanych z Nałęczowem, umieszczone w palmiarni.
- Muzeum Bolesława Prusa, związanego z Nałęczowem nieprzerwanie w latach 1882–1910, wielbiciela i popularyzatora uzdrowiska, które mieści się w Pałacu Małachowskiego. Otwarte 3 grudnia 1961.
- Ławeczka Bolesława Prusa, odsłonięta w 2002, zlokalizowana po zachodniej stronie Pałacu, dzieło Stanisława i Zbigniewa Strzyżyńskich.
- Tablica pamięci Bolesława Prusa, wmurowana w holu Pałacu w 1924 z inicjatywy Walentyny Nagórskiej.
- Pomnik Bolesława Prusa, niedaleko Pałacu, odsłonięty w 1966, w formie wykonanej w kamieniu pińczowskim otwartej książki z wymodelowaną w środku sylwetką pisarza, projektu Anny Ślesińskiej.
- Pomnik Stefana Żeromskiego, odsłonięty w centralnej części parku 17 czerwca 1928. Cokół z czerwonego kieleckiego piaskowca zaprojektował Jan Koszczyc Witkiewicz, a płaskorzeźbę twarzy pisarza w brązie wykonał Aleksander Żurakowski.
- Popiersia Stefana Żeromskiego i Henryka Sienkiewicza, gipsowe, w holu „Starych Łazienek”.
- Obelisk ku czci Jana Pawła II, z 2000, przy Bramie Wschodniej, upamiętniający pobyty kardynała Karola Wojtyły w Nałęczowie w latach 1968, 1969 i 1976.
- Głaz narzutowy umieszczony z okazji jubileuszu 125-lecia uzdrowiska, w kępie klonów poniżej oficyny pałacowej.
- Tablica pamięci Kazimierza Glińskiego, literata związanego z Nałęczowem, umieszczona na północnej ścianie Oficyny pałacowej.
- Aleja Gwiazd Kolarstwa Polskiego A. D. 2008, usytuowana przy tamie, z metalowym pomnikiem bicykla, który nawiązuje do Bolesława Prusa amatora kolarstwa. Obok na chodniku miedziane tabliczki z najwybitniejszymi polskimi kolarzami, między innymi: Ryszarda Szurkowskiego, Stanisława Szozdy, Zenona Jaskuły, Czesława Langa, Stanisława Królaka, Stanisława Gazdy, Zenona Czechowskiego, Mai Włoszczowskiej.
- Kapliczka z figurą Chrystusa z 1905, postawiona przez wdzięczną kuracjuszkę za odzyskanie zdrowia, nad rzeką Bochotniczanką na wysokości „Starych Łazienek”.

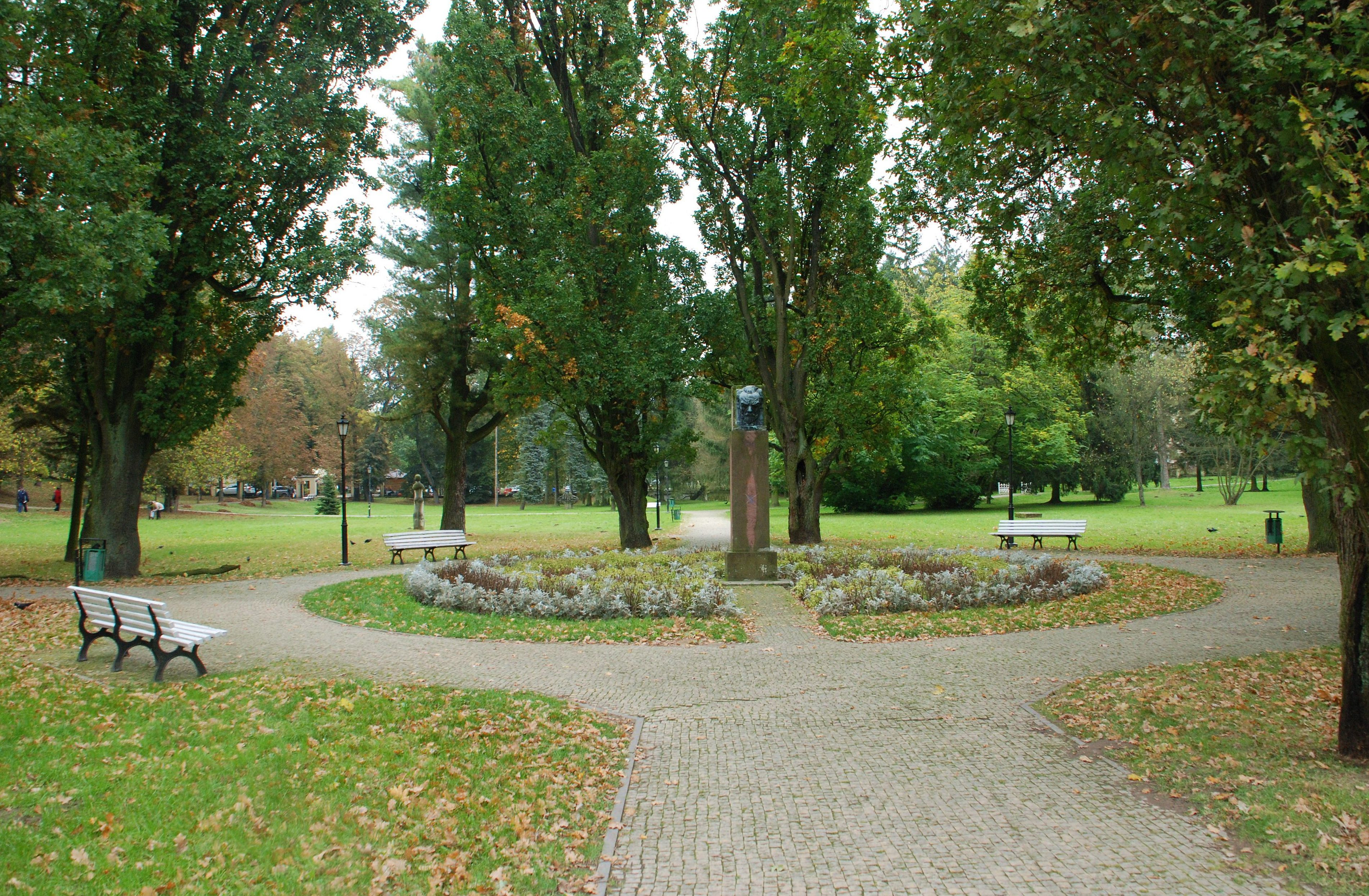
Pomnik Stefana Żeromskiego
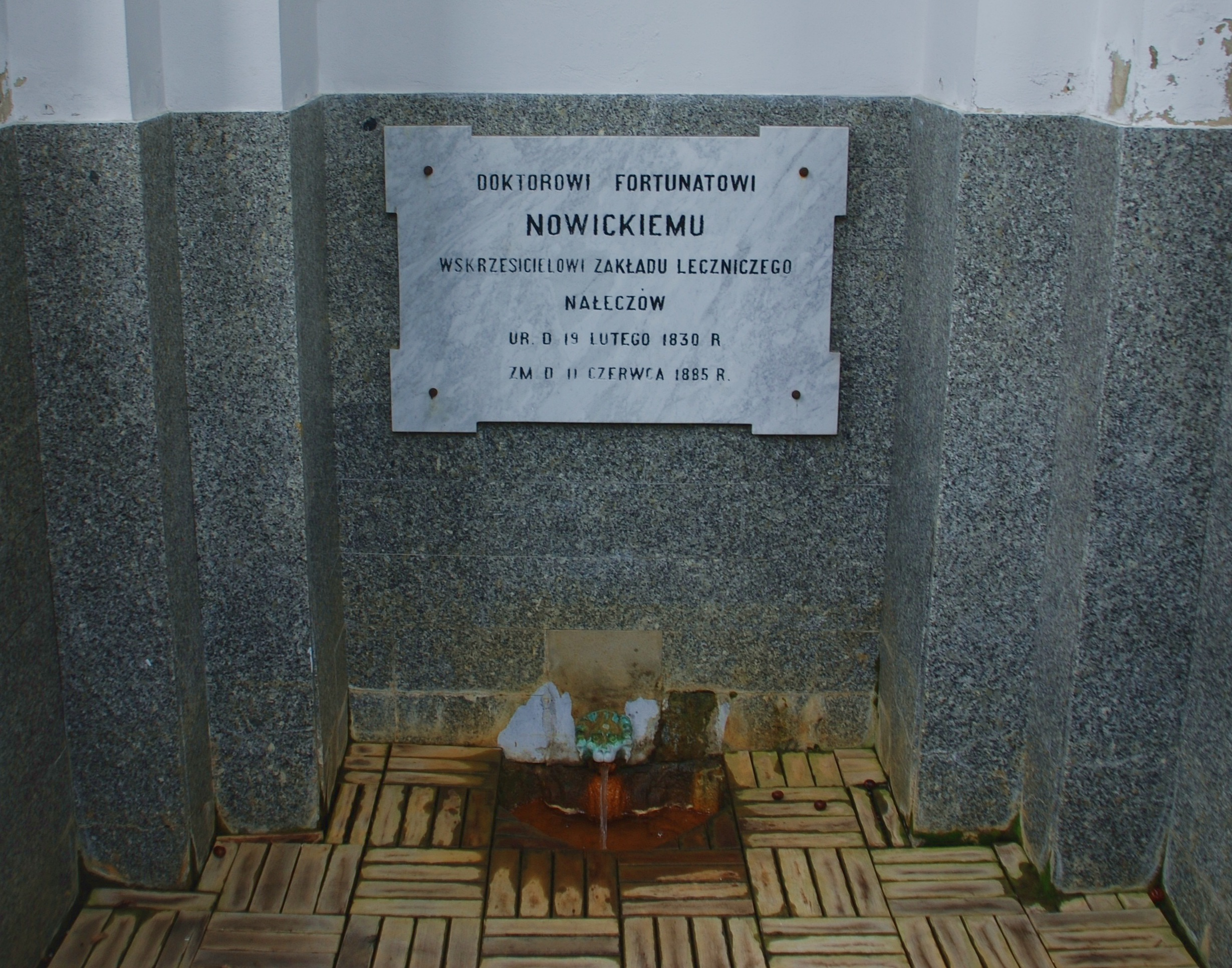
Źródło Celińskiego z tablicą Fortunata Nowickiego
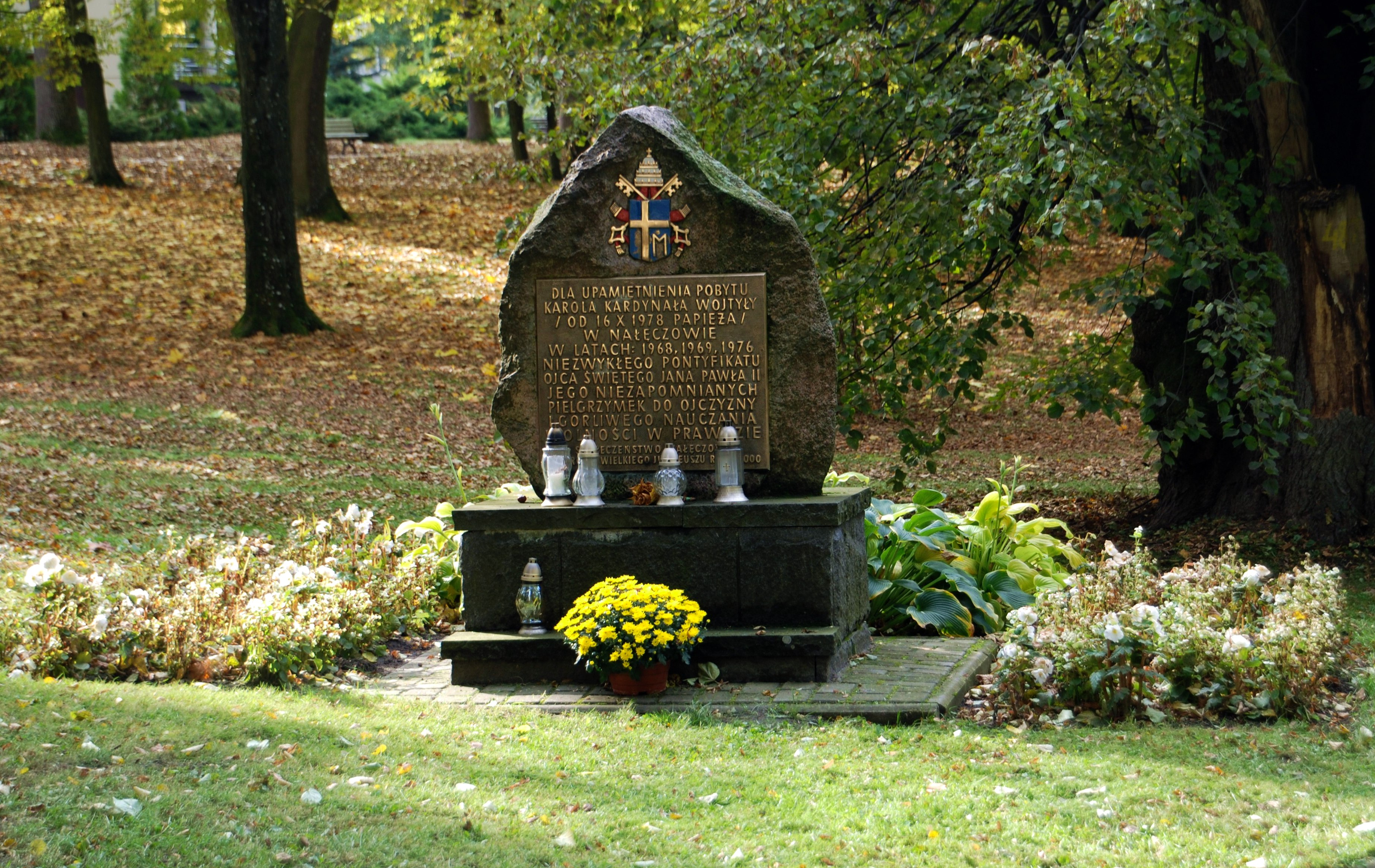
Obelisk ku czci Jana Pawła II
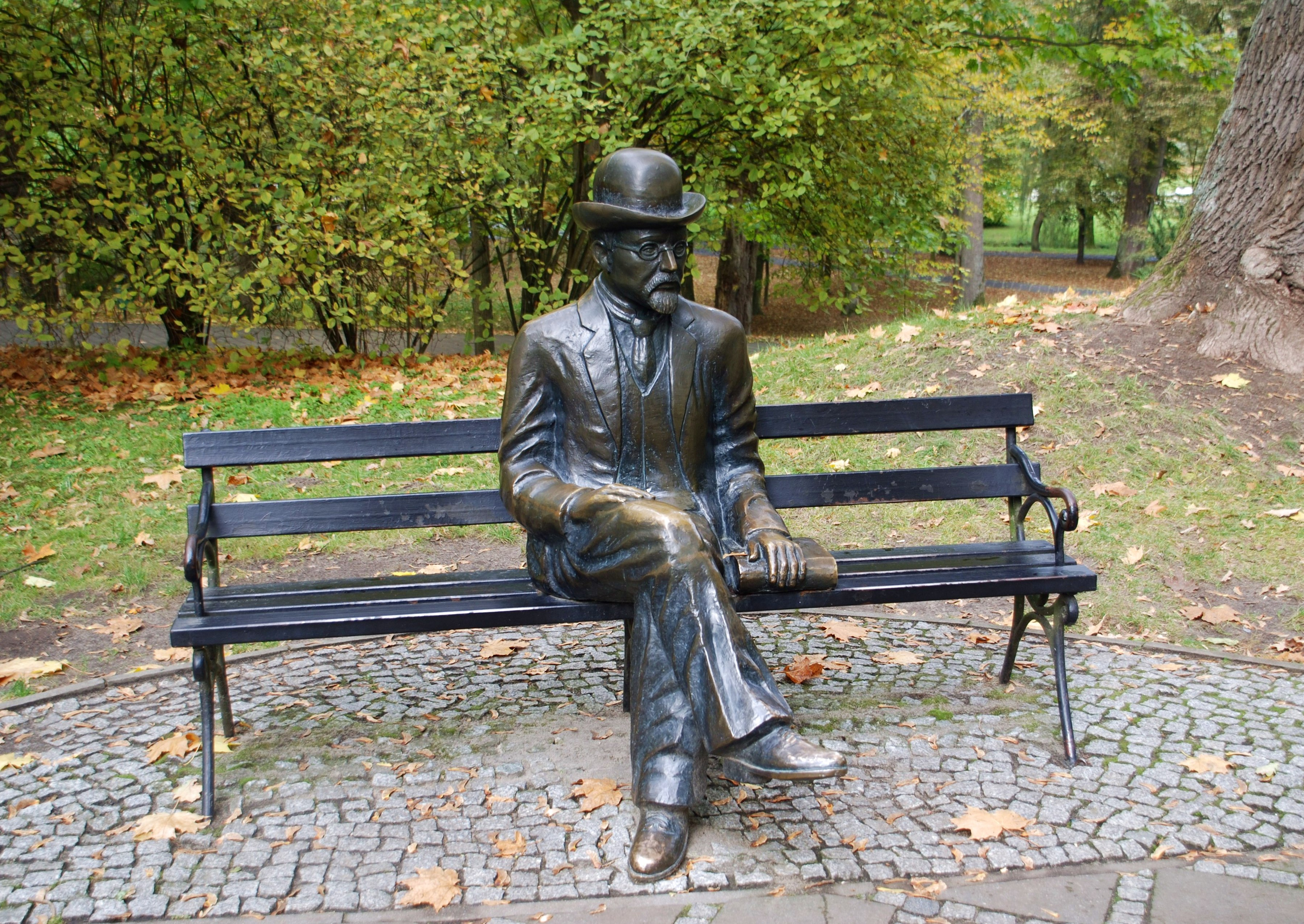
Ławeczka Bolesława Prusa
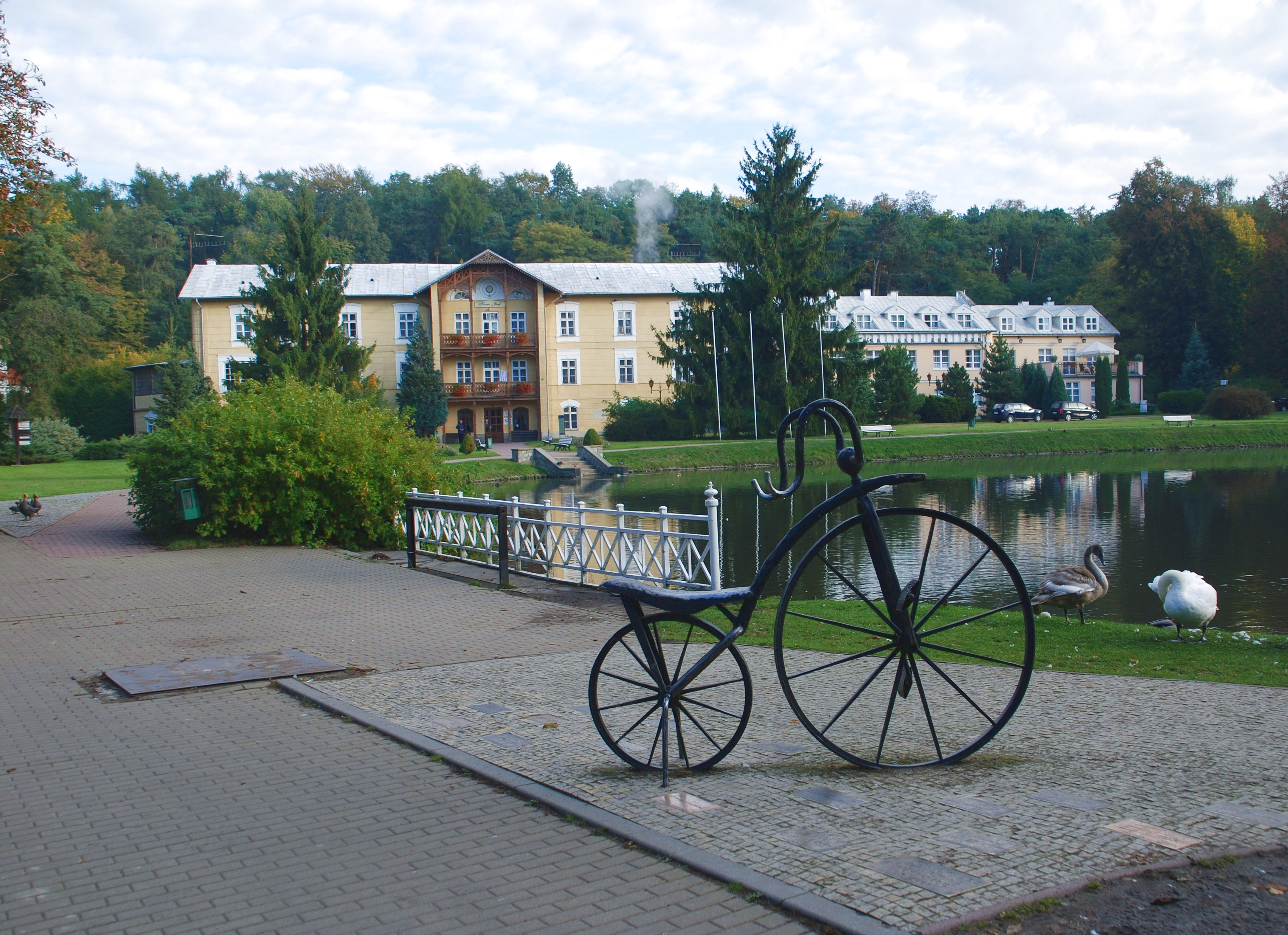
Bicykl z Aleją Gwiazd Kolarstwa
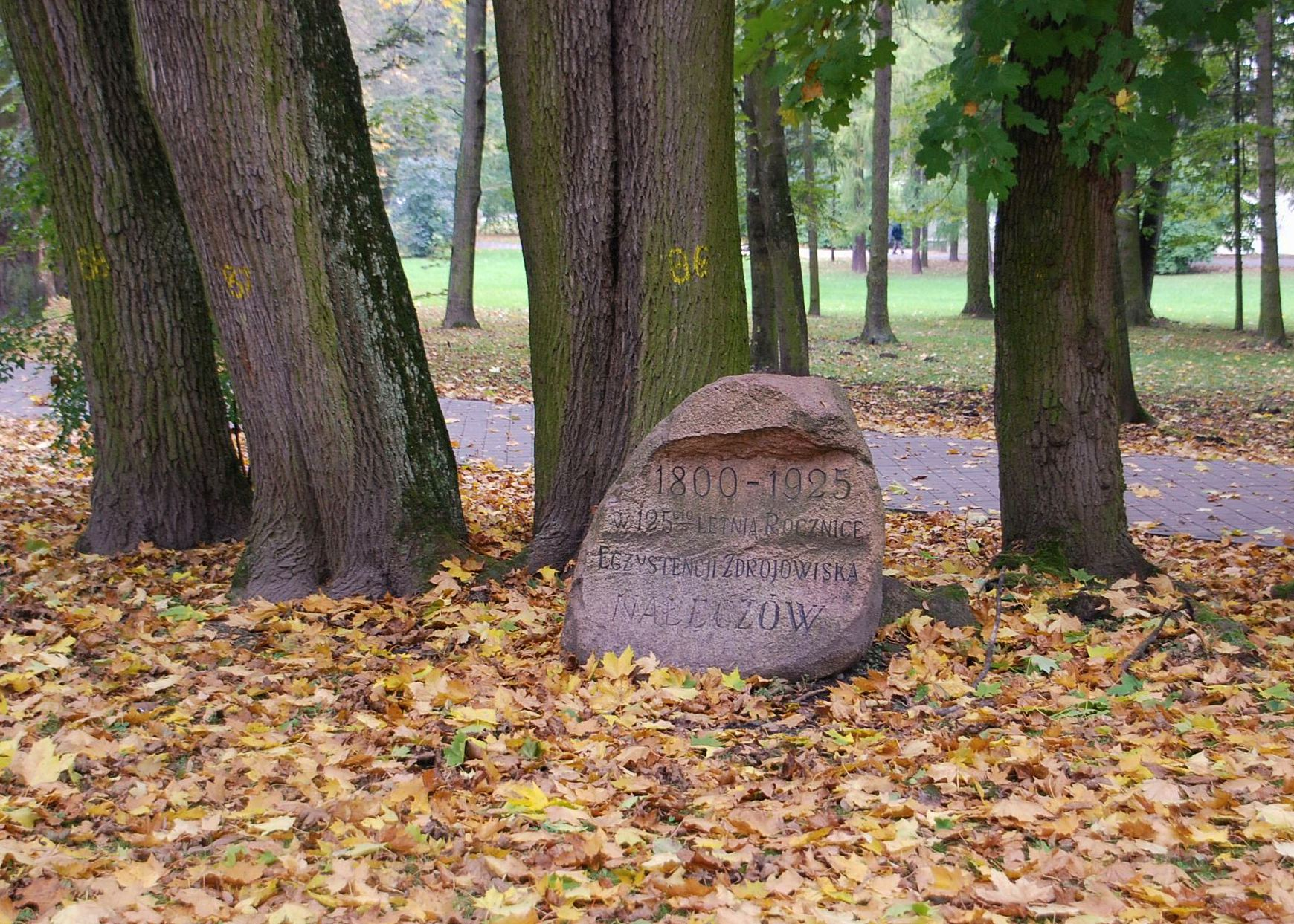
Głaz jubileuszowy